# 山形市

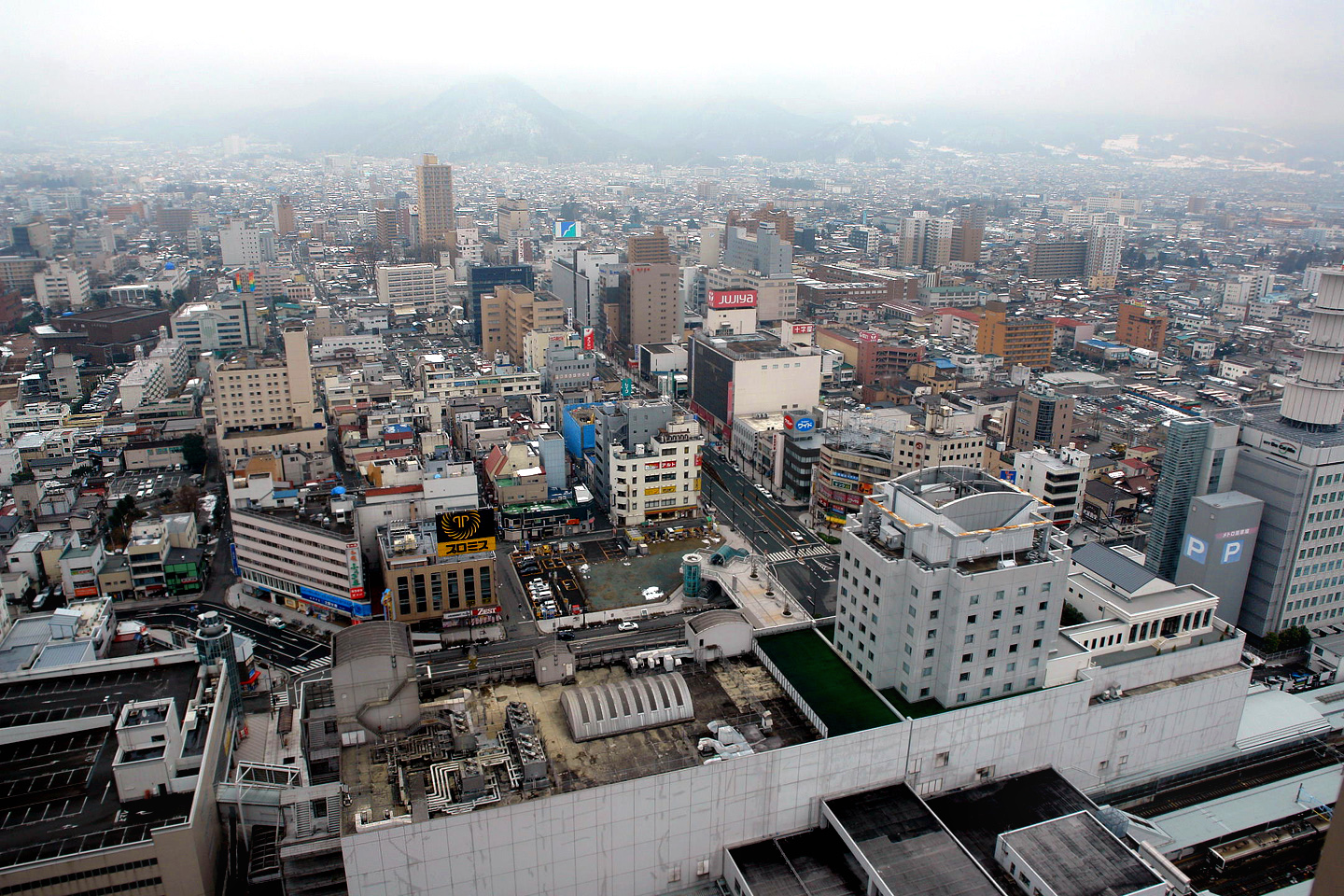
霞城セントラルから見た山形市中心部

山形市（やまがたし）は、山形県の中部東に位置する市。山形県の県庁所在地及び最大の都市で、県内で人口が最多の市で、中核市に指定されている。1889年（明治22年）に市制施行。

## 概要
山形城（霞城）の城下町として発展してきた。市域は旧南村山郡・東村山郡（現在は村山地方）に属しており、当域を管轄する村山総合支庁の所在地でもある。県内人口最大都市であり、東北地方では、青森市に次いで8番目に人口の多い都市である。周辺11市町村と共に「山形連携中枢都市圏」を形成している。この参加市町村を山形都市圏とした場合、人口は約51万人で、東北地方では、仙台都市圏・郡山都市圏に次いで3番目に多い都市圏人口である。市の東側は奥羽山脈を挟んで宮城県の県庁所在地である仙台市と隣接しており、高速バス（仙台 - 山形線）やJR仙山線で約1時間10分ほどでアクセスが可能である。
2020年1月に、中心市街地の七日町に位置する大沼（県内唯一の百貨店）が突如閉店したことにより、山形県は全国で初めて百貨店がない県となった。

## 地理
山形盆地の南部3分の1ほどを占め、盆地の東南部に位置する扇状地の上に市街地が立地している。盆地中央部である市の北、北西方向は広く平地が続き、広大な田園となっている。市の東部は奥羽山脈による山岳地帯、南西部は丘陵が占めている。

### 地形

#### 山地
主な山
- 蔵王連峰（奥羽山脈）
- 千歳山
東には奥羽山脈があり、宮城県との県境となっている。南西は白鷹丘陵と呼ばれる丘陵地となっており、村山地方と置賜地方を分けている。南東の上山市との市境付近に蔵王連峰があり、裾野には蔵王高原が広がる。北へは広く平地が続き、北西方向には遠く月山や葉山を眺めることができる。また、市街地東部の県庁庁舎付近に近接する千歳山には阿古耶（あこや）姫伝説が語り継がれる。なお、山形の地名は蔵王連峰の麓にあったことから「山方」と呼ばれていたことに由来する。山方の南部は「上山方」と呼ばれ、後に「上山」となった。

#### 河川
主な川
- 須川
- 馬見ヶ崎川
河川敷では毎年9月に日本一の芋煮会フェスティバルが開催される。
- 最上川
市内には、馬見ヶ崎川や須川など最上川水系の河川が流れる。
市街地は、馬見ヶ崎川による扇状地上に広がり、伏流水による古井戸などが多くある。馬見ヶ崎川から取水した水は、市街地にはり巡らされた堰（山形五堰）を利用して、山形城址（現・霞城公園）の濠を満たし町を潤す。
市南部、西部には、東から犬川・竜山川・鳴沢川、西から本沢川・花川・南沢川・上の沢川など、複数の河川が須川に向かって流れ込む。市北部は、立谷川の扇状地となっており、工業団地や流通団地が整備されている。馬見ヶ崎川・立谷川も市北部で須川に合流し、市境付近天童市寺津で最上川と合流する。

### 気候
盆地に位置しており、夏と冬、そして1日の気温差が激しい。日本海側気候の特徴も併せ持ち、豪雪地帯に指定されているが、年間平均降雪量は285cm程度で、山形県内では少ないほうである。
夏季は35℃を超える猛暑日となることも珍しくなく、暑さは厳しい。ただ、1日の気温差が大きく、熱帯夜となることは少ないため、朝晩は過ごしやすい。
日最高気温の最も高い記録である40.8℃は、2007年8月16日に埼玉県熊谷市と岐阜県多治見市が40.9℃を記録するまで、74年間もの間、日本における最高気温の記録を保持していた。
冬季は曇りや雪の日が多い。冬の寒さも厳しいものの、山形市中心部はヒートアイランド現象により、最低気温の上昇が著しく、-10℃以下は1996年を最後に一度も観測されていない。一方、郊外にある村山、東根、左沢などの隣接アメダスでは、近年でも-15℃前後の気温が観測されることが珍しくなく、郊外と山形市中心部の気温差が年々、非常に大きくなってきている。しかしながら、気象庁により、長期間の観測実績がある地点の中では、都市化の影響が比較的少ない地点として、日本の平均気温算出に使われている。
- 最高気温極値40.8℃（1933年7月25日）
- 最低気温極値-20.0℃（1891年1月29日）[4]

| 山形市緑町（山形地方気象台、標高153m）の気候            | 山形市緑町（山形地方気象台、標高153m）の気候 | 山形市緑町（山形地方気象台、標高153m）の気候 | 山形市緑町（山形地方気象台、標高153m）の気候 | 山形市緑町（山形地方気象台、標高153m）の気候 | 山形市緑町（山形地方気象台、標高153m）の気候 | 山形市緑町（山形地方気象台、標高153m）の気候 | 山形市緑町（山形地方気象台、標高153m）の気候 | 山形市緑町（山形地方気象台、標高153m）の気候 | 山形市緑町（山形地方気象台、標高153m）の気候 | 山形市緑町（山形地方気象台、標高153m）の気候 | 山形市緑町（山形地方気象台、標高153m）の気候 | 山形市緑町（山形地方気象台、標高153m）の気候 | 山形市緑町（山形地方気象台、標高153m）の気候 |
| 月                                                      | 1月                                          | 2月                                          | 3月                                          | 4月                                          | 5月                                          | 6月                                          | 7月                                          | 8月                                          | 9月                                          | 10月                                         | 11月                                         | 12月                                         | 年                                           |
| ------------------------------------------------------- | -------------------------------------------- | -------------------------------------------- | -------------------------------------------- | -------------------------------------------- | -------------------------------------------- | -------------------------------------------- | -------------------------------------------- | -------------------------------------------- | -------------------------------------------- | -------------------------------------------- | -------------------------------------------- | -------------------------------------------- | -------------------------------------------- |
| 最高気温記録 °C （°F）                                  | 18.1 (64.6)                                  | 18.9 (66)                                    | 23.7 (74.7)                                  | 33.3 (91.9)                                  | 34.6 (94.3)                                  | 37.5 (99.5)                                  | 40.8 (105.4)                                 | 39.0 (102.2)                                 | 36.6 (97.9)                                  | 32.3 (90.1)                                  | 26.9 (80.4)                                  | 20.6 (69.1)                                  | 40.8 (105.4)                                 |
| 平均最高気温 °C （°F）                                  | 3.3 (37.9)                                   | 4.4 (39.9)                                   | 9.1 (48.4)                                   | 16.4 (61.5)                                  | 22.6 (72.7)                                  | 25.9 (78.6)                                  | 29.1 (84.4)                                  | 30.5 (86.9)                                  | 25.8 (78.4)                                  | 19.5 (67.1)                                  | 12.6 (54.7)                                  | 6.1 (43)                                     | 17.1 (62.8)                                  |
| 日平均気温 °C （°F）                                    | −0.1 (31.8)                                  | 0.4 (32.7)                                   | 4.0 (39.2)                                   | 10.2 (50.4)                                  | 16.2 (61.2)                                  | 20.3 (68.5)                                  | 23.9 (75)                                    | 25.0 (77)                                    | 20.6 (69.1)                                  | 14.1 (57.4)                                  | 7.7 (45.9)                                   | 2.4 (36.3)                                   | 12.1 (53.8)                                  |
| 平均最低気温 °C （°F）                                  | −3.1 (26.4)                                  | −3.1 (26.4)                                  | −0.3 (31.5)                                  | 4.7 (40.5)                                   | 10.7 (51.3)                                  | 15.7 (60.3)                                  | 20.0 (68)                                    | 20.9 (69.6)                                  | 16.6 (61.9)                                  | 9.8 (49.6)                                   | 3.6 (38.5)                                   | −0.7 (30.7)                                  | 7.9 (46.2)                                   |
| 最低気温記録 °C （°F）                                  | −20.0 (−4)                                   | −19.0 (−2.2)                                 | −15.5 (4.1)                                  | −7.3 (18.9)                                  | −1.8 (28.8)                                  | 3.0 (37.4)                                   | 6.7 (44.1)                                   | 8.4 (47.1)                                   | 3.0 (37.4)                                   | −2.4 (27.7)                                  | −7.2 (19)                                    | −15.0 (5)                                    | −20.0 (−4)                                   |
| 降水量 mm （inch）                                      | 87.8 (3.457)                                 | 63.0 (2.48)                                  | 72.1 (2.839)                                 | 63.9 (2.516)                                 | 74.5 (2.933)                                 | 104.8 (4.126)                                | 187.2 (7.37)                                 | 153.0 (6.024)                                | 123.8 (4.874)                                | 105.1 (4.138)                                | 74.4 (2.929)                                 | 97.2 (3.827)                                 | 1,206.7 (47.508)                             |
| 降雪量 cm （inch）                                      | 103 (40.6)                                   | 79 (31.1)                                    | 35 (13.8)                                    | 2 (0.8)                                      | 0 (0)                                        | 0 (0)                                        | 0 (0)                                        | 0 (0)                                        | 0 (0)                                        | 0 (0)                                        | 4 (1.6)                                      | 66 (26)                                      | 285 (112.2)                                  |
| 平均降水日数 （≥0.5 mm）                                | 18.6                                         | 14.9                                         | 14.5                                         | 11.2                                         | 10.2                                         | 11.1                                         | 14.1                                         | 11.5                                         | 11.9                                         | 11.9                                         | 14.2                                         | 17.8                                         | 162.1                                        |
| 平均降雪日数                                            | 28.1                                         | 23.7                                         | 19.6                                         | 4.6                                          | 0.0                                          | 0.0                                          | 0.0                                          | 0.0                                          | 0.0                                          | 0.0                                          | 6.1                                          | 23.7                                         | 105.7                                        |
| % 湿度                                                  | 81                                           | 77                                           | 69                                           | 62                                           | 64                                           | 71                                           | 76                                           | 75                                           | 77                                           | 77                                           | 78                                           | 81                                           | 74                                           |
| 平均月間日照時間                                        | 79.6                                         | 99.6                                         | 140.4                                        | 175.9                                        | 196.5                                        | 165.0                                        | 144.5                                        | 171.8                                        | 136.6                                        | 132.1                                        | 102.2                                        | 73.8                                         | 1,617.9                                      |
| 出典：気象庁 (平均値：1991年-2020年、極値：1889年-現在) |                                              |                                              |                                              |                                              |                                              |                                              |                                              |                                              |                                              |                                              |                                              |                                              |                                              |

| 山形地方気象台・1961年 - 1990年の気候 | 山形地方気象台・1961年 - 1990年の気候 | 山形地方気象台・1961年 - 1990年の気候 | 山形地方気象台・1961年 - 1990年の気候 | 山形地方気象台・1961年 - 1990年の気候 | 山形地方気象台・1961年 - 1990年の気候 | 山形地方気象台・1961年 - 1990年の気候 | 山形地方気象台・1961年 - 1990年の気候 | 山形地方気象台・1961年 - 1990年の気候 | 山形地方気象台・1961年 - 1990年の気候 | 山形地方気象台・1961年 - 1990年の気候 | 山形地方気象台・1961年 - 1990年の気候 | 山形地方気象台・1961年 - 1990年の気候 | 山形地方気象台・1961年 - 1990年の気候 |
| 月                                    | 1月                                   | 2月                                   | 3月                                   | 4月                                   | 5月                                   | 6月                                   | 7月                                   | 8月                                   | 9月                                   | 10月                                  | 11月                                  | 12月                                  | 年                                    |
| ------------------------------------- | ------------------------------------- | ------------------------------------- | ------------------------------------- | ------------------------------------- | ------------------------------------- | ------------------------------------- | ------------------------------------- | ------------------------------------- | ------------------------------------- | ------------------------------------- | ------------------------------------- | ------------------------------------- | ------------------------------------- |
| 平均最高気温 °C （°F）                | 2.6 (36.7)                            | 3.2 (37.8)                            | 7.4 (45.3)                            | 15.9 (60.6)                           | 21.9 (71.4)                           | 24.9 (76.8)                           | 28.3 (82.9)                           | 30.2 (86.4)                           | 24.6 (76.3)                           | 18.2 (64.8)                           | 11.8 (53.2)                           | 5.9 (42.6)                            | 16.2 (61.2)                           |
| 日平均気温 °C （°F）                  | −0.9 (30.4)                           | −0.6 (30.9)                           | 2.6 (36.7)                            | 9.6 (49.3)                            | 15.4 (59.7)                           | 19.4 (66.9)                           | 23.1 (73.6)                           | 24.6 (76.3)                           | 19.4 (66.9)                           | 12.7 (54.9)                           | 6.9 (44.4)                            | 2.1 (35.8)                            | 11.2 (52.2)                           |
| 平均最低気温 °C （°F）                | −4.1 (24.6)                           | −4.1 (24.6)                           | −1.6 (29.1)                           | 3.9 (39)                              | 9.4 (48.9)                            | 14.7 (58.5)                           | 18.9 (66)                             | 20.2 (68.4)                           | 15.3 (59.5)                           | 8.1 (46.6)                            | 2.6 (36.7)                            | −1.3 (29.7)                           | 6.8 (44.2)                            |
| 出典：理科年表                        |                                       |                                       |                                       |                                       |                                       |                                       |                                       |                                       |                                       |                                       |                                       |                                       |                                       |

### 地域
山形市では行政上、市内を30の地区に分けている。これらの区割りは、多くの場合、山形市と合併した旧自治体の範囲と名称を残しているが、合併時の経過や実用上の必要性から、改称や周辺の地域と統廃合された地区（例：南山形地区、西山形地区）がある。合併以前の山形市を中心とした範囲は、細分化され、第一地区から第十地区の各地区に分割されている。
- 第一地区 - 第十地区
- 鈴川地区、千歳地区、飯塚地区、椹沢地区、出羽地区
- 金井地区、楯山地区、滝山地区、東沢地区、高瀬地区
- 大郷地区、南沼原地区、明治地区、南山形地区、大曽根地区
- 山寺地区、蔵王地区、西山形地区、村木沢地区、本沢地区

山形市と上山市の市境付近にあたる、山形市南西部の丘陵に、ニュータウン（蔵王みはらしの丘）を建設している。これに合わせて西廻りバイパス（山形県道51号山形上山線）が延長され、国道458号長谷堂バイパスが開通するなど、交通環境も整いつつある。すでに分譲が始まっており、2006年（平成18年）3月に新しい小学校（山形市立みはらしの丘小学校）が開校した。

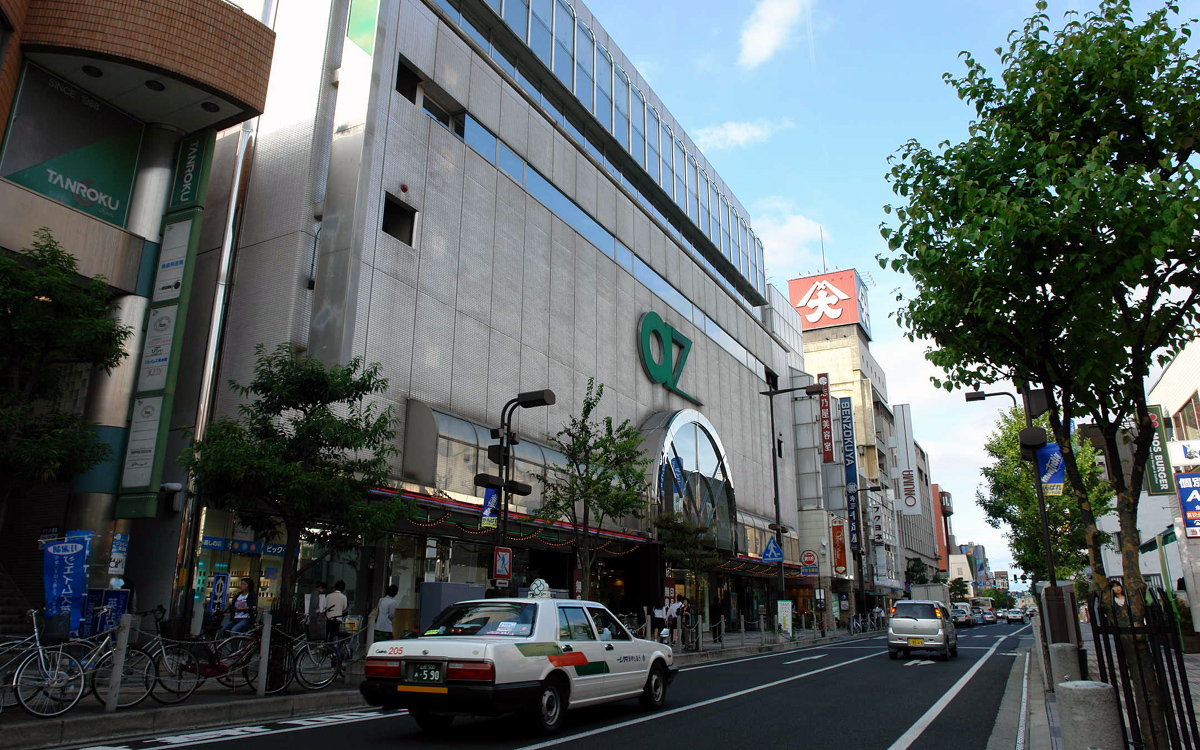
中央公民館（AZ七日町）

また、山形市内には公民館(コミュニティセンター、コミセンとも呼ばれる)が比較的多く存在し、地域コミュニティの拠点として利用されている。山形市と合併した町村の多くは旧自治体名をそのまま地域名としており、公民館の名前の冠となっている場合がある。また、市内の高校や中学の跡地を利用したものは、比較的広い敷地に、図書館や体育館、公園、市の管理する施設などが併設されている。
- 例1）元市立商業高等学校（南部公民館、市立図書館、南部体育館）
- 例2）元市立第二中学校（霞城公民館、山形市総合福祉センター、市立図書館霞城分館）

中央公民館は、複合施設「アズ七日町」内にあり、図書館分館やホールがある。

### 人口
| |                                        |  |
| 山形市と全国の年齢別人口分布（2005年） | 山形市の年齢・男女別人口分布（2005年） |  |
| ■紫色 ― 山形市 ■緑色 ― 日本全国 | ■青色 ― 男性 ■赤色 ― 女性              |  |
| 山形市（に相当する地域）の人口の推移 \| 1970年（昭和45年） \| 204,127人 \| \| \| 1975年（昭和50年） \| 219,773人 \| \| \| 1980年（昭和55年） \| 237,041人 \| \| \| 1985年（昭和60年） \| 245,158人 \| \| \| 1990年（平成2年） \| 249,487人 \| \| \| 1995年（平成7年） \| 254,488人 \| \| \| 2000年（平成12年） \| 255,369人 \| \| \| 2005年（平成17年） \| 256,012人 \| \| \| 2010年（平成22年） \| 254,244人 \| \| \| 2015年（平成27年） \| 253,832人 \| \| \| 2020年（令和2年） \| 247,590人 \| \| |                                        |  |
| 総務省統計局 国勢調査より |                                        |  |
| 1970年（昭和45年） | 204,127人                              |  |
| 1975年（昭和50年） | 219,773人                              |  |
| 1980年（昭和55年） | 237,041人                              |  |
| 1985年（昭和60年） | 245,158人                              |  |
| 1990年（平成2年） | 249,487人                              |  |
| 1995年（平成7年） | 254,488人                              |  |
| 2000年（平成12年） | 255,369人                              |  |
| 2005年（平成17年） | 256,012人                              |  |
| 2010年（平成22年） | 254,244人                              |  |
| 2015年（平成27年） | 253,832人                              |  |
| 2020年（令和2年） | 247,590人                              |  |

- 県内の約23％と、最大の人口集積都市となっている。2018年（平成30年）4月1日時点での推計人口は251,021人であり、県2位の鶴岡市125,510人の2倍を超えた[7]。

### 人口動態概要
2005年の国勢調査をピークに減少が続いている。2024年(令和6年)の時点で約24万人となっており、1981年(昭和56年)の人口水準とほぼ同じである。かつての山形市の人口増加は社会減少を上回る自然増加によるものであり緩やかな人口増加が2000年頃まで続いた。実際に1950年から2000年までの日本国内の人口が53%増えているのに対して、山形市は41%に留まっている。この期間の山形市の人口増加率は県の規模・都市規模が近い秋田市(約7割増加)と比較するとかなり低い数値である。近年の山形市の人口は減少が続いているが、内訳としては社会動態はほぼ増減が拮抗しており、自然減少に起因しており山形県内の自治体の中では人口減少が緩やかである。
| 実施年 | 山形市人口(人) | 山形市増加数(人) | 山形市増加率(%) | 国内増加率(%) |
| ------ | -------------- | ---------------- | --------------- | ------------- |
| 1950年 | 180,569        | -                | -               | -             |
| 1955年 | 183,799        | 3,230            | 1.8             | 7.3           |
| 1960年 | 188,597        | 4,798            | 2.6             | 4.6           |
| 1965年 | 193,737        | 5,140            | 2.7             | 5.2           |
| 1970年 | 204,127        | 10,390           | 5.4             | 5.5           |
| 1975年 | 219,773        | 15,646           | 7.7             | 7.9           |
| 1980年 | 237,041        | 17,268           | 7.9             | 4.6           |
| 1985年 | 245,158        | 8,117            | 3.4             | 3.4           |
| 1990年 | 249,487        | 4,329            | 1.8             | 2.1           |
| 1995年 | 254,488        | 5,001            | 2.0             | 1.6           |
| 2000年 | 255,369        | 881              | 0.3             | 1.1           |
| 2005年 | 256,012        | 643              | 0.3             | 0.7           |
| 2010年 | 254,244        | 1,768            | 0.7             | 0.2           |
| 2015年 | 253,832        | 412              | 0.2             | 0.8           |
| 2020年 | 247,590        | 6,242            | 2.5             | 0.8           |

### 隣接している自治体・行政区
山形県
- 天童市
- 東根市
- 上山市
- 南陽市
- 東村山郡：山辺町、中山町

宮城県
- 仙台市（太白区）
- 柴田郡：川崎町

#### 隣接自治体との関係
当市は宮城県の県庁所在地である仙台市と隣接している。都道府県庁所在地の自治体が隣接しているのはここを含めて4例のみしかない。両市の間には奥羽山脈（蔵王連峰）があるものの、経済的には一体的な商圏が形成されつつあり、その親密度は県内の他市町村との関係よりも強いものとされる。両市の間にはJR仙山線が1時間に1本、高速バスが1日90往復近く運行されており、通勤通学で両市間を相互移動する者も多い。
この他、宮城県川崎町とも隣接する。山形市との直通の路線バスはないものの、関沢地区のマイカー利用者を中心に山形自動車道や笹谷峠を利用した往来が見られる。
県内自治体では、南方で上山市と隣接し、北に天童市、北西に山辺町、中山町などの山形盆地の各市町と隣接し、それぞれ道路、鉄道によって接続している。東根市とは、奥羽山脈の山岳部で市域の境界を接するが、通常の往来には場合は天童市を経由した国道13号が用いられる。また、南陽市との場合も、直接市域の境界を接するのは白鷹山の山頂付近で通常の往来には上山市を経由して国道13号を用いるか、山形県道5号山形南陽線を用いる。

## 歴史

### 古代から鎌倉時代
古墳時代の集落跡（嶋遺跡、国の史跡）が山形市北西部で見つかっている。8世紀に入ると出羽国最上郡が設置される。702年（大宝2年）には、国司の藤原豊光の娘・阿古耶姫によって千歳山と命名。967年（康保4年） に編纂された『延喜式』では、多賀城から秋田城へと向かう官道に「最上駅」があり、これは現在の山形市域にあたる「最上郷」のいずれかにあったものと推定されている。市域の大部分は皇室領荘園の大山荘であり、北西（須川以西）に摂関家領の大曾祢荘があった。
鎌倉時代に入ると大曾祢荘には安達氏が地頭として任じられた。土着した一族は大曾祢氏を名乗り、中央政界で引付衆などとして活躍するが霜月騒動により滅んだ。

### 室町から安土桃山時代
1356年（延文元年）に、斯波兼頼が羽州探題として山形に入部。子孫は、最上郡の名称をとって最上氏を名乗るようになり、最上氏11代目当主の最上義光が山形を拠点に最上・村山地方を統一。現在の基礎となる山形城と城下町の町割を整備した。山形城が位置したのは扇状地の西端で、その東部を走る羽州街道に沿って七日町・八日町・十日町・旅籠町などの商人町、宿場町が並んだ。また、町人町は東方の笹谷街道、北西に向かう六十里越街道に沿って並び、東裏通りと北部には職人町が位置していた。なお、太閤検地のころ、南の最上郡と北の村山郡の名称入れ替えとともに再編が行われ、旧最上郡が村山郡に、旧村山郡の北部が最上郡、旧村山郡の南部が村山郡となった。

### 江戸時代から市制施行以前
江戸時代初期に最上氏が転封された後は、鳥居忠政が山形藩主となって、馬見ヶ崎川の改修などが行われた。以後、幕末まで、保科氏、松平氏など複数の領主の入れ替わりが続き、天保の改革に失敗した水野忠邦の子忠精が山形に転封され、版籍奉還まで水野氏5万石が続くことになった。山形市西部の須川沿いの船町は、最上川水運において、中流域で有数の港であった。
廃藩置県後は、村山郡山形が山形県の県庁所在地となり、その後、複数の県の統合を経て、現在の範囲の山形県でも県庁所在地となった。

### 市制施行以後

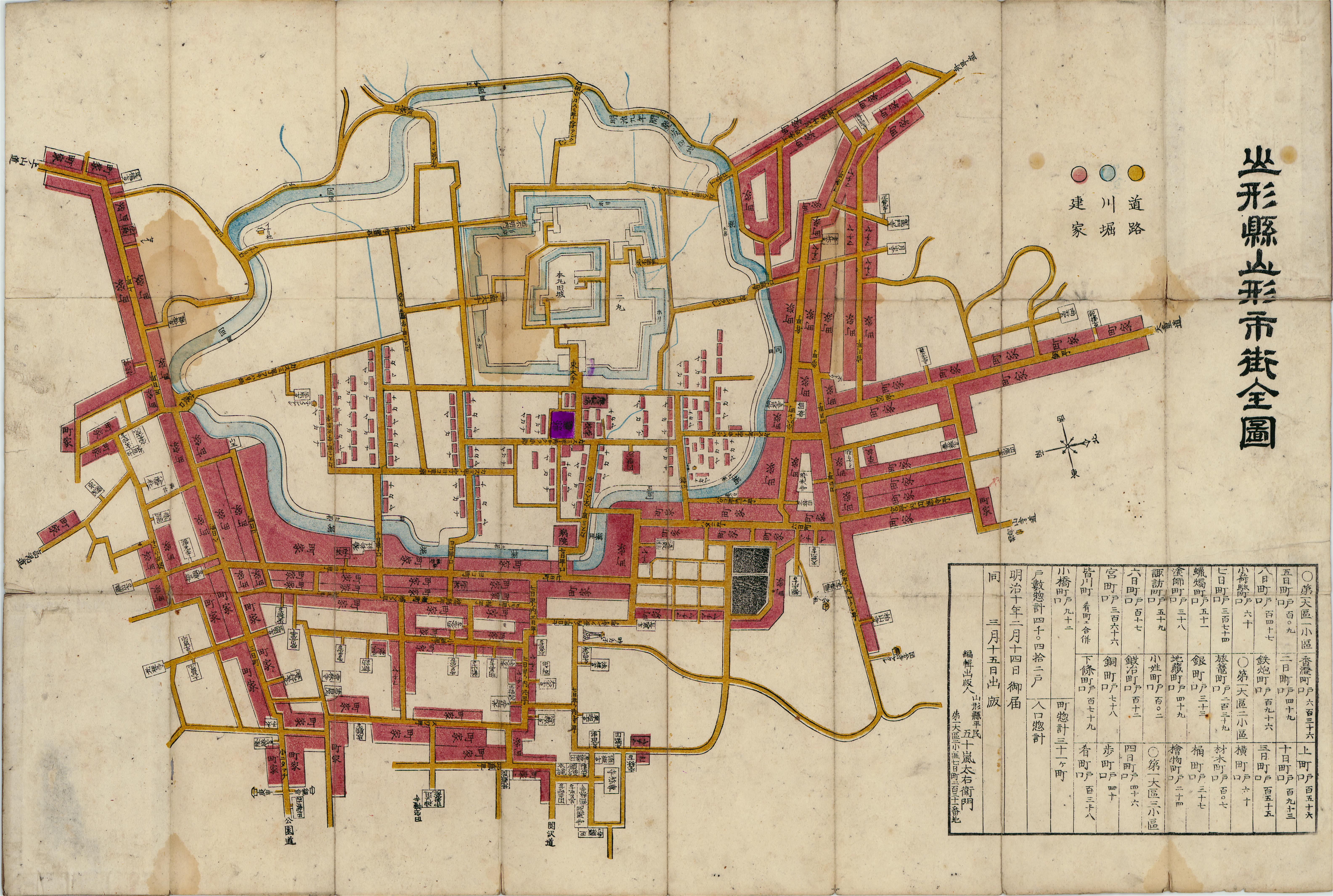
五十嵐太右衛門発行、山形縣山形市街全圖。1877年（明治10年）。

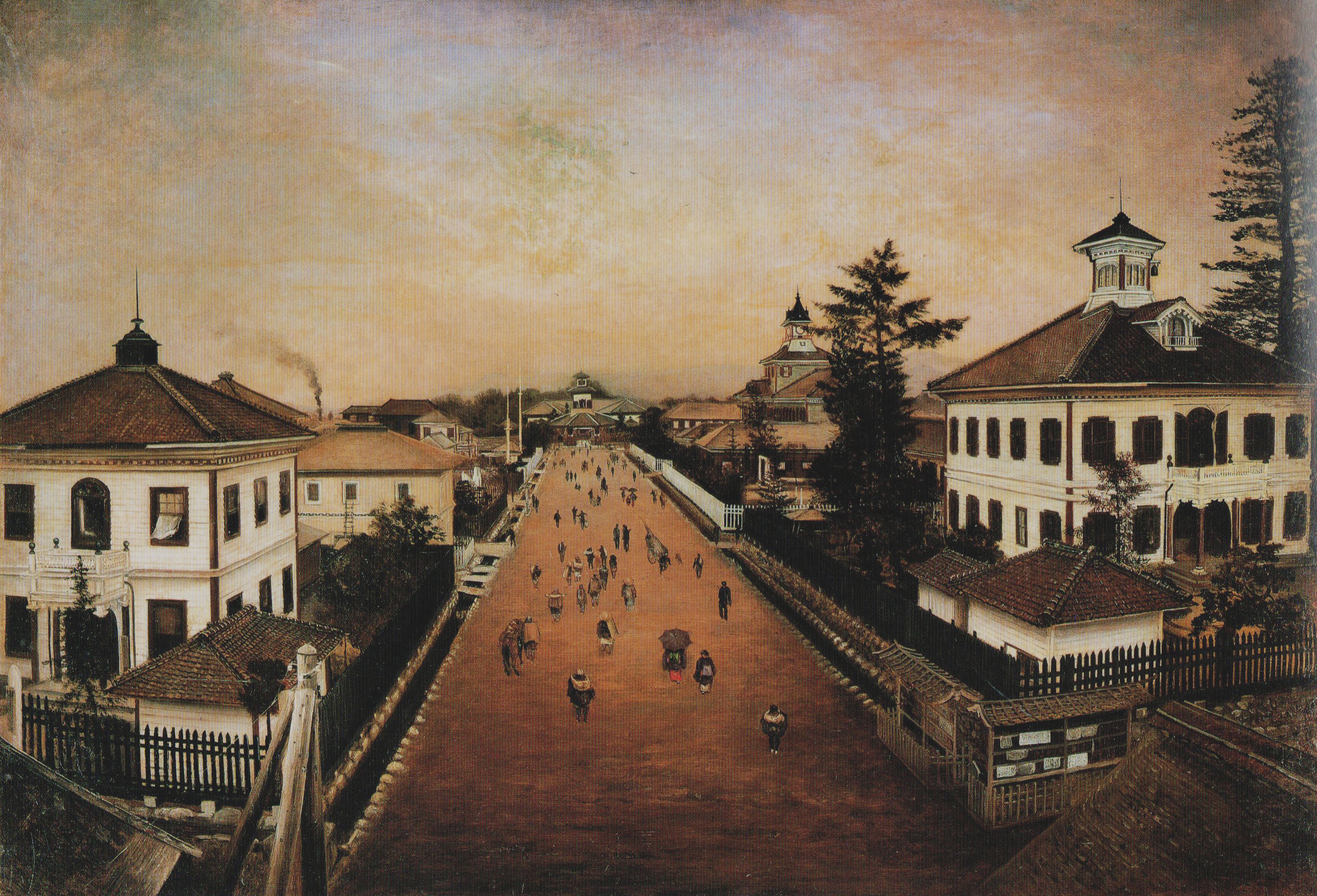
高橋由一による山形市街の油彩画。1881年（明治14年）ごろ。

- 1889年（明治22年）4月1日 - 市制施行。同年7月1日の山形市役所の開庁をもって市制記念日とする。
- 1898年（明治31年）3月28日 - 陸軍歩兵三十二連隊を旧山形城址に誘致。
- 1901年（明治34年）4月11日 - 山形駅開設。
- 1905年（明治38年）8月19日 - 日露戦争の樺太戦のロシア兵捕虜を収容するべく山形収容所を開設。日露戦争で最後に開設された捕虜収容所。同年12月23日閉所。
- 1911年（明治44年）5月8日 - 市北大火。1316戸焼失[10]。その他諸官庁、学校、病院なども焼失。県庁、市役所ほか主要建造物が全焼。
- 1915年（大正4年） - 山形県庁舎復旧。
- 1923年（大正12年） - 市営による上水道が通水する。
- 1927年（昭和2年） - 山形市立第一小学校鉄筋コンクリート製新築校舎落成（山形市で最初の鉄筋コンクリート建築物）「全国産業博覧会」開催 。
- 1933年（昭和8年）7月25日 - 気温40.8℃を記録。以降、2007年（平成19年）8月16日に岐阜県多治見市と埼玉県熊谷市で40.9℃を観測されるまで、日本の公式記録における気温の最高記録となる。
- 1936年（昭和11年）11月30日 - NHK山形放送局開局。
- 1942年（昭和17年）10月 - 初代「山形市歌」（作詞：結城哀草果、作曲：信時潔）を制定。
- 1952年（昭和27年） - 第7回国民体育大会開催。10月21日にはボクシング競技の会場となった市立第五中学校に昭和天皇と香淳皇后が行幸啓[11]。
- 1953年（昭和28年）10月15日 - 民放ラジオ山形（現山形放送）開局。
- 1954年（昭和29年）10月1日 - 市章制定。
- 1957年（昭和32年）11月7日 - 現行の「山形市民の歌」（作詞：神保光太郎、作曲：山形大学教育学部音楽科）を制定。
- 1964年（昭和39年）2月1日 - 七日町商店街振興組合が設立。
- 1967年（昭和42年）8月1日 - 山形駅を民衆駅として改築。
- 1972年（昭和47年）6月15日 - 山交ビル・バスターミナル開業。
- 1974年（昭和49年）7月1日 - 市の木、市の花を定める。
- 1992年（平成4年）
  - 1月26日 - 第47回国民体育大会開催（～10月9日）。
  - 7月1日 - 山形新幹線開業。山形橋上駅新築供用。
- 2001年（平成13年）4月1日 - 特例市に移行。
- 2019年（平成31年）4月1日 - 中核市に移行[12]。

### 行政区域の変遷
- 1889年（明治22年）4月1日 - 市制施行に伴い、南村山郡山形城下31町の区域をもって山形市が発足。
- 1931年（昭和6年）4月1日 - 南村山郡東沢村の一部（大字小白川）を編入。
- 1943年（昭和18年）4月1日 - 東村山郡鈴川村・千歳村を編入[13]。
- 1954年（昭和29年）
  - 3月31日 - 南村山郡飯塚村を編入。
  - 6月1日 - 南村山郡椹沢村を編入。
  - 10月1日 - 東村山郡大郷村・金井村・高瀬村・楯山村・出羽村・明治村・南村山郡滝山村・東沢村・南沼原村を編入。
  - 11月1日 - 南村山郡金井村を編入。
- 1955年（昭和30年）4月1日 - 東村山郡大曽根村の一部（古館の一部[注 1]）を編入。
- 1956年（昭和31年）
  - 4月1日 - 東村山郡大曽根村を編入。
  - 6月1日 - 東村山郡山寺村の一部（大字山寺）を編入。
  - 12月23日 - 南村山郡柏倉門伝村・蔵王村・村木沢村・本沢村を編入。
- 1957年（昭和32年）
  - 3月21日 -山形市のうち、蔵王金瓶を上山市に編入。
  - 10月20日 - 山形市のうち、大字松原の一部[注 2]を上山市に編入。
- 1989年（平成元年）6月1日 - 天童市との境界を変更。
- 1991年（平成3年）3月25日 - 東村山郡中山町との境界を変更。
- 1994年（平成6年）4月18日 - 天童市との境界を変更。
- 1997年（平成7年）8月20日 - 東村山郡山辺町との境界を変更。
- 2012年（平成24年）2月1日 - 上山市との境界を変更。

| 所 属 郡    | 明治以前 | 明治以前   | 明治初年 - 明治10年 | 明治15年 - 明治14年 | 明治11年 - 明治22年        | 明治22年 4月1日 町村制施行 | 明治22年 - 昭和25年          | 昭和26年 - 昭和30年          | 昭和31年                      | 昭和32年 - 現在               | 現在   |
| ----------- | -------- | ---------- | ------------------- | ------------------- | -------------------------- | -------------------------- | ---------------------------- | ---------------------------- | ----------------------------- | ----------------------------- | ------ |
| 南 村 山 郡 | 金谷村   | 金谷村     | 明治6年 改称 金瓶村 | 金瓶村              | 金瓶村                     | 堀田村                     | 昭和25年10月10日 改称 蔵王村 | 蔵王村                       | 昭和31年12月23日 山形市に編入 | 昭和32年3月21日 上山市に編入  | 上山市 |
| 南 村 山 郡 | 下桜田村 | 下桜田村   | 下桜田村            | 下桜田村            | 下桜田村                   | 堀田村                     | 昭和25年10月10日 改称 蔵王村 | 蔵王村                       | 昭和31年12月23日 山形市に編入 | 山形市                        | 山形市 |
| 南 村 山 郡 | 飯田村   | 飯田村     | 飯田村              | 飯田村              | 飯田村                     | 堀田村                     | 昭和25年10月10日 改称 蔵王村 | 蔵王村                       | 昭和31年12月23日 山形市に編入 | 山形市                        | 山形市 |
| 南 村 山 郡 | 成沢村   | 成沢村     | 成沢村              | 成沢村              | 成沢村                     | 堀田村                     | 昭和25年10月10日 改称 蔵王村 | 蔵王村                       | 昭和31年12月23日 山形市に編入 | 山形市                        | 山形市 |
| 南 村 山 郡 | 山田村   | 山田村     | 山田村              | 山田村              | 山田村                     | 堀田村                     | 昭和25年10月10日 改称 蔵王村 | 蔵王村                       | 昭和31年12月23日 山形市に編入 | 山形市                        | 山形市 |
| 南 村 山 郡 | 半郷村   | 半郷村     | 半郷村              | 半郷村              | 半郷村                     | 堀田村                     | 昭和25年10月10日 改称 蔵王村 | 蔵王村                       | 昭和31年12月23日 山形市に編入 | 山形市                        | 山形市 |
| 南 村 山 郡 | 上野村   | 上野村     | 上野村              | 上野村              | 上野村                     | 堀田村                     | 昭和25年10月10日 改称 蔵王村 | 蔵王村                       | 昭和31年12月23日 山形市に編入 | 山形市                        | 山形市 |
| 南 村 山 郡 | 山神村   | 山神村     | 山神村              | 山神村              | 山神村                     | 堀田村                     | 昭和25年10月10日 改称 蔵王村 | 蔵王村                       | 昭和31年12月23日 山形市に編入 | 山形市                        | 山形市 |
| 南 村 山 郡 | 高湯村   | 高湯村     | 高湯村              | 高湯村              | 高湯村                     | 堀田村                     | 昭和25年10月10日 改称 蔵王村 | 蔵王村                       | 昭和31年12月23日 山形市に編入 | 山形市                        | 山形市 |
| 南 村 山 郡 | 若木村   | 若木村     | 若木村              | 若木村              | 若木村                     | 村木沢村                   | 村木沢村                     | 村木沢村                     | 昭和31年12月23日 山形市に編入 | 山形市                        | 山形市 |
| 南 村 山 郡 | 村木沢村 | 村木沢村   | 村木沢村            | 村木沢村            | 村木沢村                   | 村木沢村                   | 村木沢村                     | 村木沢村                     | 昭和31年12月23日 山形市に編入 | 山形市                        | 山形市 |
| 南 村 山 郡 | 柏倉村   | 柏倉村     | 柏倉村              | 柏倉村              | 柏倉村                     | 柏倉門伝村                 | 柏倉門伝村                   | 柏倉門伝村                   | 昭和31年12月23日 山形市に編入 | 山形市                        | 山形市 |
| 南 村 山 郡 | 門伝村   | 門伝村     | 門伝村              | 門伝村              | 門伝村                     | 柏倉門伝村                 | 柏倉門伝村                   | 柏倉門伝村                   | 昭和31年12月23日 山形市に編入 | 山形市                        | 山形市 |
| 南 村 山 郡 | 前明石村 | 前明石村   | 前明石村            | 前明石村            | 前明石村                   | 本沢村                     | 本沢村                       | 本沢村                       | 昭和31年12月23日 山形市に編入 | 山形市                        | 山形市 |
| 南 村 山 郡 | 二位田村 | 二位田村   | 二位田村            | 二位田村            | 二位田村                   | 本沢村                     | 本沢村                       | 本沢村                       | 昭和31年12月23日 山形市に編入 | 山形市                        | 山形市 |
| 南 村 山 郡 | 菅沢村   | 菅沢村     | 菅沢村              | 菅沢村              | 菅沢村                     | 本沢村                     | 本沢村                       | 本沢村                       | 昭和31年12月23日 山形市に編入 | 山形市                        | 山形市 |
| 南 村 山 郡 | 長谷堂村 | 大部分     | 長谷堂村            | 長谷堂村            | 長谷堂村                   | 本沢村                     | 本沢村                       | 本沢村                       | 昭和31年12月23日 山形市に編入 | 山形市                        | 山形市 |
| 東 村 山 郡 | 荒谷村   | 荒谷村     | 荒谷村              | 荒谷村              | 荒谷村                     | 山寺村 の一部              | 山寺村の一部                 | 山寺村の一部                 | 昭和31年6月1日 山形市に編入   | 山形市                        | 山形市 |
| 東 村 山 郡 | 上反田村 | 上反田村   | 上反田村            | 上反田村            | 上反田村                   | 大曽根村                   | 大曽根村                     | 大曽根村                     | 昭和31年4月1日 山形市に編入   | 山形市                        | 山形市 |
| 東 村 山 郡 | 下反田村 | 下反田村   | 下反田村            | 下反田村            | 下反田村                   | 大曽根村                   | 大曽根村                     | 大曽根村                     | 昭和31年4月1日 山形市に編入   | 山形市                        | 山形市 |
| 東 村 山 郡 | 滝平村   | 滝平村     | 滝平村              | 滝平村              | 滝平村                     | 大曽根村                   | 大曽根村                     | 大曽根村                     | 昭和31年4月1日 山形市に編入   | 山形市                        | 山形市 |
| 東 村 山 郡 | 常明寺村 | 常明寺村   | 常明寺村            | 常明寺村            | 常明寺村                   | 大曽根村                   | 大曽根村                     | 大曽根村                     | 昭和31年4月1日 山形市に編入   | 山形市                        | 山形市 |
| 東 村 山 郡 | 深沢村   | 深沢村     | 深沢村              | 明治6年 改称 芳沢村 | 芳沢村                     | 大曽根村                   | 大曽根村                     | 大曽根村                     | 昭和31年4月1日 山形市に編入   | 山形市                        | 山形市 |
| 東 村 山 郡 | 古館村   | 一部を除く | 古館村              | 古館村              | 古館村                     | 大曽根村                   | 大曽根村                     | 大曽根村                     | 昭和31年4月1日 山形市に編入   | 山形市                        | 山形市 |
| 東 村 山 郡 | 古館村   | 一部       | 古館村              | 古館村              | 古館村                     | 大曽根村                   | 大曽根村                     | 昭和30年4月1日 山形市に編入  | 山形市                        | 山形市                        | 山形市 |
| 東 村 山 郡 | 上山家村 | 上山家村   | 上山家村            | 上山家村            | 上山家村                   | 鈴川村                     | 昭和18年4月1日 山形市に編入  | 山形市                       | 山形市                        | 山形市                        | 山形市 |
| 東 村 山 郡 | 下山家村 | 下山家村   | 下山家村            | 下山家村            | 下山家村                   | 鈴川村                     | 昭和18年4月1日 山形市に編入  | 山形市                       | 山形市                        | 山形市                        | 山形市 |
| 東 村 山 郡 | 印役村   | 印役村     | 印役村              | 印役村              | 印役村                     | 鈴川村                     | 昭和18年4月1日 山形市に編入  | 山形市                       | 山形市                        | 山形市                        | 山形市 |
| 東 村 山 郡 | 双月村   | 双月村     | 双月村              | 双月村              | 双月村                     | 鈴川村                     | 昭和18年4月1日 山形市に編入  | 山形市                       | 山形市                        | 山形市                        | 山形市 |
| 東 村 山 郡 | 大野目村 | 大野目村   | 大野目村            | 大野目村            | 大野目村                   | 鈴川村                     | 昭和18年4月1日 山形市に編入  | 山形市                       | 山形市                        | 山形市                        | 山形市 |
| 東 村 山 郡 | 高原村   | 高原村     | 高原村              | 高原村              | 高原村                     | 鈴川村                     | 昭和18年4月1日 山形市に編入  | 山形市                       | 山形市                        | 山形市                        | 山形市 |
| 東 村 山 郡 | 長町村   | 長町村     | 長町村              | 長町村              | 長町村                     | 千歳村                     | 昭和18年4月1日 山形市に編入  | 山形市                       | 山形市                        | 山形市                        | 山形市 |
| 東 村 山 郡 | 落合村   | 落合村     | 落合村              | 落合村              | 落合村                     | 千歳村                     | 昭和18年4月1日 山形市に編入  | 山形市                       | 山形市                        | 山形市                        | 山形市 |
| 南 村 山 郡 |          |            | 明治7年 起立 香澄町 | 香澄町              | 明治17年 改称 山形香澄町   | 山形市                     | 山形市                       | 山形市                       | 山形市                        | 山形市                        | 山形市 |
| 南 村 山 郡 | 上町     | 上町       | 上町                | 上町                | 明治17年 改称 山形上町     | 山形市                     | 山形市                       | 山形市                       | 山形市                        | 山形市                        | 山形市 |
| 南 村 山 郡 | 五日町   | 五日町     | 五日町              | 五日町              | 明治17年 改称 山形五日町   | 山形市                     | 山形市                       | 山形市                       | 山形市                        | 山形市                        | 山形市 |
| 南 村 山 郡 | 八日町   | 八日町     | 八日町              | 八日町              | 明治17年 改称 山形八日町   | 山形市                     | 山形市                       | 山形市                       | 山形市                        | 山形市                        | 山形市 |
| 南 村 山 郡 | 二日町   | 二日町     | 二日町              | 二日町              | 明治17年 改称 山形二日町   | 山形市                     | 山形市                       | 山形市                       | 山形市                        | 山形市                        | 山形市 |
| 南 村 山 郡 | 鉄砲町   | 鉄砲町     | 鉄砲町              | 鉄砲町              | 明治17年 改称 山形鉄砲町   | 山形市                     | 山形市                       | 山形市                       | 山形市                        | 山形市                        | 山形市 |
| 南 村 山 郡 | 三日町   | 三日町     | 三日町              | 三日町              | 明治17年 改称 山形三日町   | 山形市                     | 山形市                       | 山形市                       | 山形市                        | 山形市                        | 山形市 |
| 南 村 山 郡 | 十日町   | 十日町     | 十日町              | 十日町              | 明治17年 改称 山形十日町   | 山形市                     | 山形市                       | 山形市                       | 山形市                        | 山形市                        | 山形市 |
| 南 村 山 郡 | 七日町   | 七日町     | 七日町              | 七日町              | 明治17年 改称 山形七日町   | 山形市                     | 山形市                       | 山形市                       | 山形市                        | 山形市                        | 山形市 |
| 南 村 山 郡 | 横町     | 横町       | 横町                | 横町                | 明治17年 改称 山形横町     | 山形市                     | 山形市                       | 山形市                       | 山形市                        | 山形市                        | 山形市 |
| 南 村 山 郡 | 材木町   | 材木町     | 材木町              | 材木町              | 明治17年 改称 山形材木町   | 山形市                     | 山形市                       | 山形市                       | 山形市                        | 山形市                        | 山形市 |
| 南 村 山 郡 | 蝋燭町   | 蝋燭町     | 蝋燭町              | 蝋燭町              | 明治17年 改称 山形蝋燭町   | 山形市                     | 山形市                       | 山形市                       | 山形市                        | 山形市                        | 山形市 |
| 南 村 山 郡 | 銀町     | 銀町       | 銀町                | 銀町                | 明治17年 改称 山形銀町     | 山形市                     | 山形市                       | 山形市                       | 山形市                        | 山形市                        | 山形市 |
| 南 村 山 郡 | 塗師町   | 塗師町     | 塗師町              | 塗師町              | 明治17年 改称 山形塗師町   | 山形市                     | 山形市                       | 山形市                       | 山形市                        | 山形市                        | 山形市 |
| 南 村 山 郡 | 桶町     | 桶町       | 桶町                | 桶町                | 明治17年 改称 山形桶町     | 山形市                     | 山形市                       | 山形市                       | 山形市                        | 山形市                        | 山形市 |
| 南 村 山 郡 | 檜物町   | 檜物町     | 檜物町              | 檜物町              | 明治17年 改称 山形檜物町   | 山形市                     | 山形市                       | 山形市                       | 山形市                        | 山形市                        | 山形市 |
| 南 村 山 郡 | 小荷駄町 | 小荷駄町   | 明治9年 小荷駄町    | 小荷駄町            | 明治17年 改称 山形小荷駄町 | 山形市                     | 山形市                       | 山形市                       | 山形市                        | 山形市                        | 山形市 |
| 南 村 山 郡 | 弓町     |            | 明治9年 小荷駄町    | 小荷駄町            | 明治17年 改称 山形小荷駄町 | 山形市                     | 山形市                       | 山形市                       | 山形市                        | 山形市                        | 山形市 |
| 南 村 山 郡 |          |            | 明治5年 起立 小姓町 | 小姓町              | 明治17年 改称 山形小姓町   | 山形市                     | 山形市                       | 山形市                       | 山形市                        | 山形市                        | 山形市 |
| 南 村 山 郡 | 諏訪町   | 諏訪町     | 諏訪町              | 諏訪町              | 明治17年 改称 山形諏訪町   | 山形市                     | 山形市                       | 山形市                       | 山形市                        | 山形市                        | 山形市 |
| 南 村 山 郡 | 地蔵町   | 地蔵町     | 明治9年 地蔵町      | 地蔵町              | 明治17年 改称 山形地蔵町   | 山形市                     | 山形市                       | 山形市                       | 山形市                        | 山形市                        | 山形市 |
| 南 村 山 郡 | 専称寺町 |            | 明治9年 地蔵町      | 地蔵町              | 明治17年 改称 山形地蔵町   | 山形市                     | 山形市                       | 山形市                       | 山形市                        | 山形市                        | 山形市 |
| 南 村 山 郡 | 旅籠町   | 旅籠町     | 旅籠町              | 旅籠町              | 明治17年 改称 山形旅籠町   | 山形市                     | 山形市                       | 山形市                       | 山形市                        | 山形市                        | 山形市 |
| 南 村 山 郡 | 六日町   | 六日町     | 六日町              | 六日町              | 明治17年 改称 山形六日町   | 山形市                     | 山形市                       | 山形市                       | 山形市                        | 山形市                        | 山形市 |
| 南 村 山 郡 | 鍛冶町   | 鍛冶町     | 鍛冶町              | 鍛冶町              | 明治17年 改称 山形鍛冶町   | 山形市                     | 山形市                       | 山形市                       | 山形市                        | 山形市                        | 山形市 |
| 南 村 山 郡 | 四日町   | 四日町     | 四日町              | 四日町              | 明治17年 改称 山形四日町   | 山形市                     | 山形市                       | 山形市                       | 山形市                        | 山形市                        | 山形市 |
| 南 村 山 郡 | 小橋町   | 小橋町     | 小橋町              | 小橋町              | 明治17年 改称 山形小橋町   | 山形市                     | 山形市                       | 山形市                       | 山形市                        | 山形市                        | 山形市 |
| 南 村 山 郡 | 宮町     | 宮町       | 宮町                | 宮町                | 明治17年 改称 山形宮町     | 山形市                     | 山形市                       | 山形市                       | 山形市                        | 山形市                        | 山形市 |
| 南 村 山 郡 | 銅町     | 銅町       | 銅町                | 銅町                | 明治17年 改称 山形銅町     | 山形市                     | 山形市                       | 山形市                       | 山形市                        | 山形市                        | 山形市 |
| 南 村 山 郡 | 歩町     | 歩町       | 歩町                | 歩町                | 明治17年 改称 山形歩町     | 山形市                     | 山形市                       | 山形市                       | 山形市                        | 山形市                        | 山形市 |
| 南 村 山 郡 | 北肴町   | 北肴町     | 明治9年 肴町        | 肴町                | 明治17年 改称 山形肴町     | 山形市                     | 山形市                       | 山形市                       | 山形市                        | 山形市                        | 山形市 |
| 南 村 山 郡 | 新肴町   |            | 明治9年 肴町        | 肴町                | 明治17年 改称 山形肴町     | 山形市                     | 山形市                       | 山形市                       | 山形市                        | 山形市                        | 山形市 |
| 南 村 山 郡 | 下条町   | 下条町     | 下条町              | 下条町              | 明治17年 改称 山形下条町   | 山形市                     | 山形市                       | 山形市                       | 山形市                        | 山形市                        | 山形市 |
| 南 村 山 郡 | 皆川町   | 皆川町     | 皆川町              | 皆川町              | 明治17年 改称 山形皆川町   | 山形市                     | 山形市                       | 山形市                       | 山形市                        | 山形市                        | 山形市 |
| 南 村 山 郡 | 小白川村 | 小白川村   | 小白川村            | 小白川村            | 小白川村                   | 東沢村                     | 昭和6年4月1日 山形市に編入   | 山形市                       | 山形市                        | 山形市                        | 山形市 |
| 南 村 山 郡 | 妙見寺村 | 妙見寺村   | 妙見寺村            | 妙見寺村            | 妙見寺村                   | 東沢村                     | 東沢村                       | 昭和29年10月1日 山形市に編入 | 山形市                        | 山形市                        | 山形市 |
| 南 村 山 郡 | 釈迦堂村 | 釈迦堂村   | 釈迦堂村            | 釈迦堂村            | 釈迦堂村                   | 東沢村                     | 東沢村                       | 昭和29年10月1日 山形市に編入 | 山形市                        | 山形市                        | 山形市 |
| 南 村 山 郡 | 下宝沢村 | 下宝沢村   | 下宝沢村            | 下宝沢村            | 下宝沢村                   | 東沢村                     | 東沢村                       | 昭和29年10月1日 山形市に編入 | 山形市                        | 山形市                        | 山形市 |
| 南 村 山 郡 | 上宝沢村 | 上宝沢村   | 上宝沢村            | 上宝沢村            | 上宝沢村                   | 東沢村                     | 東沢村                       | 昭和29年10月1日 山形市に編入 | 山形市                        | 山形市                        | 山形市 |
| 南 村 山 郡 | 行沢村   | 行沢村     | 明治6年 改称 滑川村 | 滑川村              | 滑川村                     | 東沢村                     | 東沢村                       | 昭和29年10月1日 山形市に編入 | 山形市                        | 山形市                        | 山形市 |
| 南 村 山 郡 | 新山村   | 新山村     | 新山村              | 新山村              | 新山村                     | 東沢村                     | 東沢村                       | 昭和29年10月1日 山形市に編入 | 山形市                        | 山形市                        | 山形市 |
| 南 村 山 郡 | 関根村   | 関根村     | 明治6年 改称 関沢村 | 関沢村              | 関沢村                     | 東沢村                     | 東沢村                       | 昭和29年10月1日 山形市に編入 | 山形市                        | 山形市                        | 山形市 |
| 南 村 山 郡 | 前田村   | 前田村     | 前田村              | 前田村              | 前田村                     | 滝山村                     | 滝山村                       | 昭和29年10月1日 山形市に編入 | 山形市                        | 山形市                        | 山形市 |
| 南 村 山 郡 | 小立村   | 小立村     | 小立村              | 小立村              | 小立村                     | 滝山村                     | 滝山村                       | 昭和29年10月1日 山形市に編入 | 山形市                        | 山形市                        | 山形市 |
| 南 村 山 郡 | 平清水村 | 平清水村   | 平清水村            | 平清水村            | 平清水村                   | 滝山村                     | 滝山村                       | 昭和29年10月1日 山形市に編入 | 山形市                        | 山形市                        | 山形市 |
| 南 村 山 郡 | 岩波村   | 岩波村     | 岩波村              | 岩波村              | 岩波村                     | 滝山村                     | 滝山村                       | 昭和29年10月1日 山形市に編入 | 山形市                        | 山形市                        | 山形市 |
| 南 村 山 郡 | 八森村   | 八森村     | 八森村              | 八森村              | 八森村                     | 滝山村                     | 滝山村                       | 昭和29年10月1日 山形市に編入 | 山形市                        | 山形市                        | 山形市 |
| 南 村 山 郡 | 土坂村   | 土坂村     | 明治9年 土坂村      | 土坂村              | 土坂村                     | 滝山村                     | 滝山村                       | 昭和29年10月1日 山形市に編入 | 山形市                        | 山形市                        | 山形市 |
| 南 村 山 郡 | 草矢倉村 |            | 明治9年 土坂村      | 土坂村              | 土坂村                     | 滝山村                     | 滝山村                       | 昭和29年10月1日 山形市に編入 | 山形市                        | 山形市                        | 山形市 |
| 南 村 山 郡 | 神尾村   | 神尾村     | 神尾村              | 神尾村              | 神尾村                     | 滝山村                     | 滝山村                       | 昭和29年10月1日 山形市に編入 | 山形市                        | 山形市                        | 山形市 |
| 南 村 山 郡 | 青田村   | 青田村     | 青田村              | 青田村              | 青田村                     | 滝山村                     | 滝山村                       | 昭和29年10月1日 山形市に編入 | 山形市                        | 山形市                        | 山形市 |
| 南 村 山 郡 | 上桜田村 | 上桜田村   | 上桜田村            | 上桜田村            | 上桜田村                   | 滝山村                     | 滝山村                       | 昭和29年10月1日 山形市に編入 | 山形市                        | 山形市                        | 山形市 |
| 南 村 山 郡 | 本木村   | 本木村     | 本木村              | 本木村              | 本木村                     | 滝山村                     | 滝山村                       | 昭和29年10月1日 山形市に編入 | 山形市                        | 山形市                        | 山形市 |
| 南 村 山 郡 | 中桜田村 | 中桜田村   | 中桜田村            | 中桜田村            | 中桜田村                   | 滝山村                     | 滝山村                       | 昭和29年10月1日 山形市に編入 | 山形市                        | 山形市                        | 山形市 |
| 南 村 山 郡 | 南館村   | 南館村     | 南館村              | 南館村              | 南館村                     | 南沼原村                   | 南沼原村                     | 昭和29年10月1日 山形市に編入 | 山形市                        | 山形市                        | 山形市 |
| 南 村 山 郡 | 吉原村   | 吉原村     | 吉原村              | 吉原村              | 吉原村                     | 南沼原村                   | 南沼原村                     | 昭和29年10月1日 山形市に編入 | 山形市                        | 山形市                        | 山形市 |
| 南 村 山 郡 | 沼木村   | 沼木村     | 沼木村              | 沼木村              | 沼木村                     | 南沼原村                   | 南沼原村                     | 昭和29年10月1日 山形市に編入 | 山形市                        | 山形市                        | 山形市 |
| 南 村 山 郡 | 陣場新田 | 陣場新田   | 陣場新田            | 陣場新田            | 陣場新田                   | 東村山郡 金井村            | 金井村                       | 昭和29年10月1日 山形市に編入 | 山形市                        | 山形市                        | 山形市 |
| 東 村 山 郡 | 陣場村   | 陣場村     | 陣場村              | 陣場村              | 陣場村                     | 東村山郡 金井村            | 金井村                       | 昭和29年10月1日 山形市に編入 | 山形市                        | 山形市                        | 山形市 |
| 東 村 山 郡 | 江俣村   | 江俣村     | 江俣村              | 江俣村              | 江俣村                     | 東村山郡 金井村            | 金井村                       | 昭和29年10月1日 山形市に編入 | 山形市                        | 山形市                        | 山形市 |
| 東 村 山 郡 | 内表村   | 内表村     | 内表村              | 内表村              | 内表村                     | 東村山郡 金井村            | 金井村                       | 昭和29年10月1日 山形市に編入 | 山形市                        | 山形市                        | 山形市 |
| 東 村 山 郡 | 志戸田村 | 志戸田村   | 志戸田村            | 志戸田村            | 志戸田村                   | 東村山郡 金井村            | 金井村                       | 昭和29年10月1日 山形市に編入 | 山形市                        | 山形市                        | 山形市 |
| 東 村 山 郡 | 鮨洗村   | 鮨洗村     | 鮨洗村              | 鮨洗村              | 鮨洗村                     | 東村山郡 金井村            | 金井村                       | 昭和29年10月1日 山形市に編入 | 山形市                        | 山形市                        | 山形市 |
| 東 村 山 郡 | 吉野宿村 | 吉野宿村   | 吉野宿村            | 吉野宿村            | 吉野宿村                   | 東村山郡 金井村            | 金井村                       | 昭和29年10月1日 山形市に編入 | 山形市                        | 山形市                        | 山形市 |
| 東 村 山 郡 | 下東山村 | 下東山村   | 下東山村            | 下東山村            | 下東山村                   | 高瀬村                     | 高瀬村                       | 昭和29年10月1日 山形市に編入 | 山形市                        | 山形市                        | 山形市 |
| 東 村 山 郡 | 上東山村 | 上東山村   | 上東山村            | 上東山村            | 上東山村                   | 高瀬村                     | 高瀬村                       | 昭和29年10月1日 山形市に編入 | 山形市                        | 山形市                        | 山形市 |
| 東 村 山 郡 | 切畑村   | 切畑村     | 切畑村              | 切畑村              | 切畑村                     | 高瀬村                     | 高瀬村                       | 昭和29年10月1日 山形市に編入 | 山形市                        | 山形市                        | 山形市 |
| 東 村 山 郡 | 高沢村   | 高沢村     | 高沢村              | 高沢村              | 高沢村                     | 高瀬村                     | 高瀬村                       | 昭和29年10月1日 山形市に編入 | 山形市                        | 山形市                        | 山形市 |
| 東 村 山 郡 | 中里村   | 中里村     | 中里村              | 中里村              | 中里村                     | 高瀬村                     | 高瀬村                       | 昭和29年10月1日 山形市に編入 | 山形市                        | 山形市                        | 山形市 |
| 東 村 山 郡 | 大森村   | 大森村     | 大森村              | 大森村              | 大森村                     | 高瀬村                     | 高瀬村                       | 昭和29年10月1日 山形市に編入 | 山形市                        | 山形市                        | 山形市 |
| 東 村 山 郡 | 風間村   | 風間村     | 風間村              | 風間村              | 風間村                     | 楯山村                     | 楯山村                       | 昭和29年10月1日 山形市に編入 | 山形市                        | 山形市                        | 山形市 |
| 東 村 山 郡 | 南青柳村 | 南青柳村   | 明治8年 青柳村      | 青柳村              | 青柳村                     | 楯山村                     | 楯山村                       | 昭和29年10月1日 山形市に編入 | 山形市                        | 山形市                        | 山形市 |
| 東 村 山 郡 | 北青柳村 |            | 明治8年 青柳村      | 青柳村              | 青柳村                     | 楯山村                     | 楯山村                       | 昭和29年10月1日 山形市に編入 | 山形市                        | 山形市                        | 山形市 |
| 東 村 山 郡 | 十文字村 | 十文字村   | 十文字村            | 十文字村            | 十文字村                   | 楯山村                     | 楯山村                       | 昭和29年10月1日 山形市に編入 | 山形市                        | 山形市                        | 山形市 |
| 東 村 山 郡 | 青野村   | 青野村     | 青野村              | 青野村              | 青野村                     | 楯山村                     | 楯山村                       | 昭和29年10月1日 山形市に編入 | 山形市                        | 山形市                        | 山形市 |
| 東 村 山 郡 | 漆山村   | 漆山村     | 漆山村              | 漆山村              | 漆山村                     | 出羽村                     | 出羽村                       | 昭和29年10月1日 山形市に編入 | 山形市                        | 山形市                        | 山形市 |
| 東 村 山 郡 | 千手堂村 | 千手堂村   | 千手堂村            | 千手堂村            | 千手堂村                   | 出羽村                     | 出羽村                       | 昭和29年10月1日 山形市に編入 | 山形市                        | 山形市                        | 山形市 |
| 東 村 山 郡 | 七浦村   | 七浦村     | 七浦村              | 七浦村              | 七浦村                     | 出羽村                     | 出羽村                       | 昭和29年10月1日 山形市に編入 | 山形市                        | 山形市                        | 山形市 |
| 東 村 山 郡 | 中野目村 | 中野目村   | 中野目村            | 中野目村            | 中野目村                   | 明治村                     | 明治村                       | 昭和29年10月1日 山形市に編入 | 山形市                        | 山形市                        | 山形市 |
| 東 村 山 郡 | 灰塚村   | 灰塚村     | 灰塚村              | 灰塚村              | 灰塚村                     | 明治村                     | 明治村                       | 昭和29年10月1日 山形市に編入 | 山形市                        | 山形市                        | 山形市 |
| 東 村 山 郡 | 渋江村   | 渋江村     | 渋江村              | 渋江村              | 渋江村                     | 明治村                     | 明治村                       | 昭和29年10月1日 山形市に編入 | 山形市                        | 山形市                        | 山形市 |
| 東 村 山 郡 | 中野村   | 中野村     | 明治9年 中野村      | 明治14年 中野村     | 明治15年 中野村            | 大郷村                     | 大郷村                       | 昭和29年10月1日 山形市に編入 | 山形市                        | 山形市                        | 山形市 |
| 東 村 山 郡 | 南中野村 |            | 明治9年 中野村      | 明治14年 中野村     | 明治15年 中野村            | 大郷村                     | 大郷村                       | 昭和29年10月1日 山形市に編入 | 山形市                        | 山形市                        | 山形市 |
| 東 村 山 郡 | 北中野村 |            | 明治9年 中野村      | 明治14年 中野村     | 明治15年 中野村            | 大郷村                     | 大郷村                       | 昭和29年10月1日 山形市に編入 | 山形市                        | 山形市                        | 山形市 |
| 東 村 山 郡 | 上中野村 | 上中野村   | 上中野村            | 明治14年 中野村     | 明治15年 中野村            | 大郷村                     | 大郷村                       | 昭和29年10月1日 山形市に編入 | 山形市                        | 山形市                        | 山形市 |
| 東 村 山 郡 | 東中野村 | 東中野村   | 東中野村            | 東中野村            | 明治15年 中野村            | 大郷村                     | 大郷村                       | 昭和29年10月1日 山形市に編入 | 山形市                        | 山形市                        | 山形市 |
| 東 村 山 郡 | 船町村   | 船町村     | 船町村              | 船町村              | 船町村                     | 大郷村                     | 大郷村                       | 昭和29年10月1日 山形市に編入 | 山形市                        | 山形市                        | 山形市 |
| 東 村 山 郡 | 成安村   | 成安村     | 成安村              | 成安村              | 成安村                     | 大郷村                     | 大郷村                       | 昭和29年10月1日 山形市に編入 | 山形市                        | 山形市                        | 山形市 |
| 東 村 山 郡 | 今塚村   | 今塚村     | 今塚村              | 今塚村              | 今塚村                     | 大郷村                     | 大郷村                       | 昭和29年10月1日 山形市に編入 | 山形市                        | 山形市                        | 山形市 |
| 東 村 山 郡 | 見崎村   | 見崎村     | 見崎村              | 見崎村              | 見崎村                     | 大郷村                     | 大郷村                       | 昭和29年10月1日 山形市に編入 | 山形市                        | 山形市                        | 山形市 |
| 南 村 山 郡 | 下椹沢村 | 下椹沢村   | 下椹沢村            | 下椹沢村            | 下椹沢村                   | 城西村                     | 明治22年12月26日 飯塚村      | 昭和29年3月31日 山形市に編入 | 山形市                        | 山形市                        | 山形市 |
| 南 村 山 郡 | 上椹沢村 | 上椹沢村   | 上椹沢村            | 上椹沢村            | 上椹沢村                   | 城西村                     | 明治22年12月26日 飯塚村      | 昭和29年3月31日 山形市に編入 | 山形市                        | 山形市                        | 山形市 |
| 南 村 山 郡 | 飯塚村   | 飯塚村     | 飯塚村              | 飯塚村              | 飯塚村                     | 城西村                     | 明治22年12月26日 椹沢村      | 昭和29年6月1日 山形市に編入  | 山形市                        | 山形市                        | 山形市 |
| 南 村 山 郡 | 片谷地村 | 片谷地村   | 片谷地村            | 片谷地村            | 片谷地村                   | 南村山郡 金井村            | 金井村                       | 昭和29年11月1日 山形市に編入 | 山形市                        | 山形市                        | 山形市 |
| 南 村 山 郡 | 黒沢村   | 黒沢村     | 黒沢村              | 黒沢村              | 黒沢村                     | 南村山郡 金井村            | 金井村                       | 昭和29年11月1日 山形市に編入 | 山形市                        | 山形市                        | 山形市 |
| 南 村 山 郡 | 谷柏村   | 谷柏村     | 谷柏村              | 谷柏村              | 谷柏村                     | 南村山郡 金井村            | 金井村                       | 昭和29年11月1日 山形市に編入 | 山形市                        | 山形市                        | 山形市 |
| 南 村 山 郡 | 津金沢村 | 津金沢村   | 津金沢村            | 津金沢村            | 津金沢村                   | 南村山郡 金井村            | 金井村                       | 昭和29年11月1日 山形市に編入 | 山形市                        | 山形市                        | 山形市 |
| 南 村 山 郡 | 松原村   | 一部を除く | 松原村              | 松原村              | 松原村                     | 南村山郡 金井村            | 金井村                       | 昭和29年11月1日 山形市に編入 | 山形市                        | 山形市                        | 山形市 |
| 南 村 山 郡 | 松原村   | 一部       | 松原村              | 松原村              | 松原村                     | 南村山郡 金井村            | 金井村                       | 昭和29年11月1日 山形市に編入 | 山形市                        | 昭和32年10月20日 上山市に編入 | 上山市 |

## 行政

### 市長
歴代市長
| 代   | 氏名         | 就任年月日                 | 退任年月日                 |
| ---- | ------------ | -------------------------- | -------------------------- |
| 初代 | 濱村勘太郎   | 1889年（明治22年）6月      | 1894年（明治27年）         |
| 2    | 雄倉茂次郎   | 1894年（明治27年）12月8日  | 1901年（明治34年）         |
| 3    | 佐治吉左衛門 | 1901年（明治34年）11月     | 1904年（明治37年）         |
| 4    | 菱田義民     | 1904年（明治37年）6月      | 1906年（明治39年）         |
| 5    | 新関善八     | 1906年（明治39年）12月     | 1912年（大正元年）12月12日 |
| 6    | 林兎喜太郎   | 1913年（大正2年）1月       | 1917年（大正6年）1月       |
| 7    | 小鷹鋭健     | 1917年（大正6年）2月       | 1923年（大正12年）5月22日  |
| 8    | 川合為吉     | 1923年（大正12年）6月      | 1927年（昭和2年）7月13日   |
| 9    | 高橋勝兵衛※  | 1927年（昭和2年）7月28日   | 1932年（昭和7年）10月31日  |
| 10   | 大沼保吉     | 1932年（昭和7年）11月18日  | 1944年（昭和19年）         |
| 11   | 大内有恒     | 1944年（昭和19年）12月     | 1946年（昭和21年）1月19日  |
| 12   | 鈴木重屹     | 1947年（昭和22年）4月5日   | 1954年（昭和29年）10月25日 |
| 13   | 大久保傳蔵   | 1954年（昭和29年）11月22日 | 1966年（昭和41年）10月25日 |
| 14   | 金澤忠雄     | 1966年（昭和41年）11月16日 | 1994年（平成6年）          |
| 15   | 佐藤幸次郎   | 1994年（平成6年）          | 2000年（平成12年）         |
| 16   | 吉村和夫※    | 2000年（平成12年）2月7日   | 2003年（平成15年）8月20日  |
| 17   | 市川昭男     | 2003年（平成15年）9月28日  | 2015年（平成27年）9月27日  |
| 18   | 佐藤孝弘     | 2015年（平成27年）9月28日  | 現職                       |

※：在職中死去

### 都市宣言
- 平和都市宣言
- 暴力のない明るい都市宣言
- ゆとり宣言
- 米等の自給確立都市宣言
- スポーツ都市宣言
- 男女共同参画都市宣言

## 議会

### 山形県議会
2023年山形県議会議員選挙
- 選挙区：山形市選挙区
- 定数：9人
- 投票日：2023年4月9日
- 当日有権者数：200,382人
- 投票率：45.85％

| 候補者名 | 当落 | 年齢 | 所属党派     | 新旧別 | 得票数   | 備考   |
| -------- | ---- | ---- | ------------ | ------ | -------- | ------ |
| 伊藤香織 | 当   | 41   | 自由民主党   | 新     | 14,602票 | 元市議 |
| 梅津庸成 | 当   | 56   | 国民民主党   | 現     | 11,269票 |        |
| 吉村和武 | 当   | 50   | 無所属       | 現     | 9,958票  |        |
| 奥山誠治 | 当   | 63   | 自由民主党   | 現     | 9,592票  |        |
| 遠藤和典 | 当   | 53   | 自由民主党   | 現     | 9,362票  |        |
| 菊池文昭 | 当   | 59   | 公明党       | 現     | 9,061票  |        |
| 高橋啓介 | 当   | 70   | 立憲民主党   | 現     | 9,015票  |        |
| 松井愛   | 当   | 46   | 立憲民主党   | 新     | 7,703票  | 元市議 |
| 石川渉   | 当   | 49   | 日本共産党   | 新     | 6,386票  |        |
| 諏訪洋子 | 落   | 60   | 日本維新の会 | 新     | 3,882票  |        |

### 衆議院
- 選挙区：山形1区（山形市、上山市、天童市、東村山郡）
- 任期：2021年10月31日 - 2025年10月30日
- 投票日：2021年10月31日
- 当日有権者数：303,982人
- 投票率：61.59％

| 当落 | 候補者名 | 年齢 | 所属党派   | 新旧別 | 得票数    | 重複 |
| ---- | -------- | ---- | ---------- | ------ | --------- | ---- |
| 当   | 遠藤利明 | 71   | 自由民主党 | 前     | 110,688票 | ○    |
|      | 原田和広 | 48   | 立憲民主党 | 新     | 73,872票  | ○    |

## 施設

### 医療
山形市内には、山形大学医学部附属病院と山形県立中央病院の2つの病院が三次医療機関として県全域をカバーする高度医療を提供するとともに、山形市立病院済生館・山形済生病院といった村山地方の基幹となる病院が位置しているほか、篠田総合病院・至誠堂総合病院などの民間の総合病院、さらには単科型の民間病院も複数設営されている。

### 郵便局
郵便局
- 山形中央郵便局（集配局・ゆうゆう窓口設置局・ゆうちょ銀行山形店併設）
- 山形南郵便局（集配局・ゆうゆう窓口設置局・地域区分局）
- 東沢郵便局
- 山形県庁内郵便局
- 山形あこや町郵便局
- 山形諏訪郵便局
- 山形三日町郵便局
- 山形駅前郵便局
- 山形緑町一郵便局
- 山形緑町二郵便局
- 山形緑町四郵便局
- 山形七日町五郵便局
- 山形七日町二郵便局
- 山形木の実町郵便局
- 山形旅籠町郵便局
- 山形銅町郵便局
- 山形宮町五郵便局
- 山形宮町二郵便局
- 山形鈴川郵便局
- 山形流通センター内郵便局
- 山形長町郵便局
- 山形下条郵便局
- 山形肴町郵便局
- 霞城セントラル郵便局
- 山形城西郵便局
- 椹沢郵便局
- 江俣郵便局
- 山形中野郵便局
- 出羽郵便局
- 村山明治郵便局
- 楯山郵便局
- 村山高瀬郵便局
- 蔵王温泉郵便局
- 半郷郵便局
- 金井郵便局
- 柏倉郵便局
- 本沢郵便局
- 村木沢郵便局
- 滝山郵便局
- 山形南二番町郵便局
- 南沼原郵便局
- 山形上町郵便局
- 山形五日町郵便局
- 山寺郵便局

簡易郵便局
- 大野目簡易郵便局
- 新井田簡易郵便局
- 宮浦簡易郵便局
- 鮨洗簡易郵便局
- 伊達城簡易郵便局
- 大森簡易郵便局
- 山形大学病院内簡易郵便局
- 山形南原町簡易郵便局
- 東青田簡易郵便局
- 南舘簡易郵便局

### 文化施設
図書館
- 山形市立図書館
  - 本館、霞城分館、中央分館、北部分館、東部分館
- 山形県立図書館

博物館
- 山形大学附属博物館
- 山形県立博物館本館
- 山形県立博物館教育資料館（旧山形師範学校本館）
- 山形県郷土館（文翔館、旧山形県庁舎）
- 山形市郷土館（旧済生館本館）
- 最上義光歴史館
- 山寺芭蕉記念館
- 山形市産業歴史資料館

美術館
- 山形美術館
- 山寺 後藤美術館

植物園
- 山形市野草園

ホール
- 山形市民会館
- 山形テルサ

総合複合施設
- 山形国際交流プラザ 山形ビッグウイング
- 霞城セントラル

### 運動施設
主なスポーツ施設
- 山形市総合スポーツセンター
- 山形市陸上競技場
- 山形県あかねヶ丘陸上競技場
- 山形市蔵王体育館

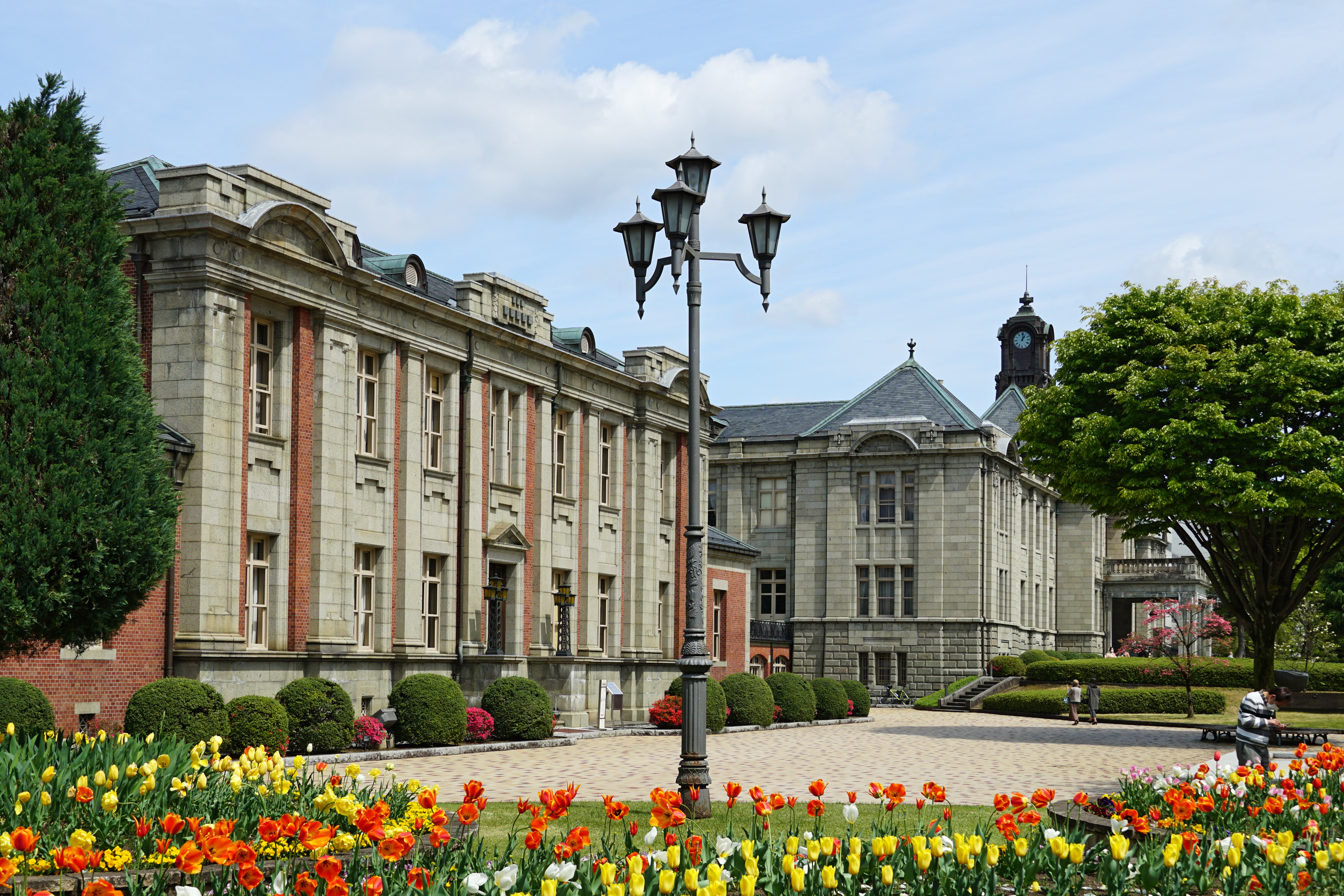
文翔館
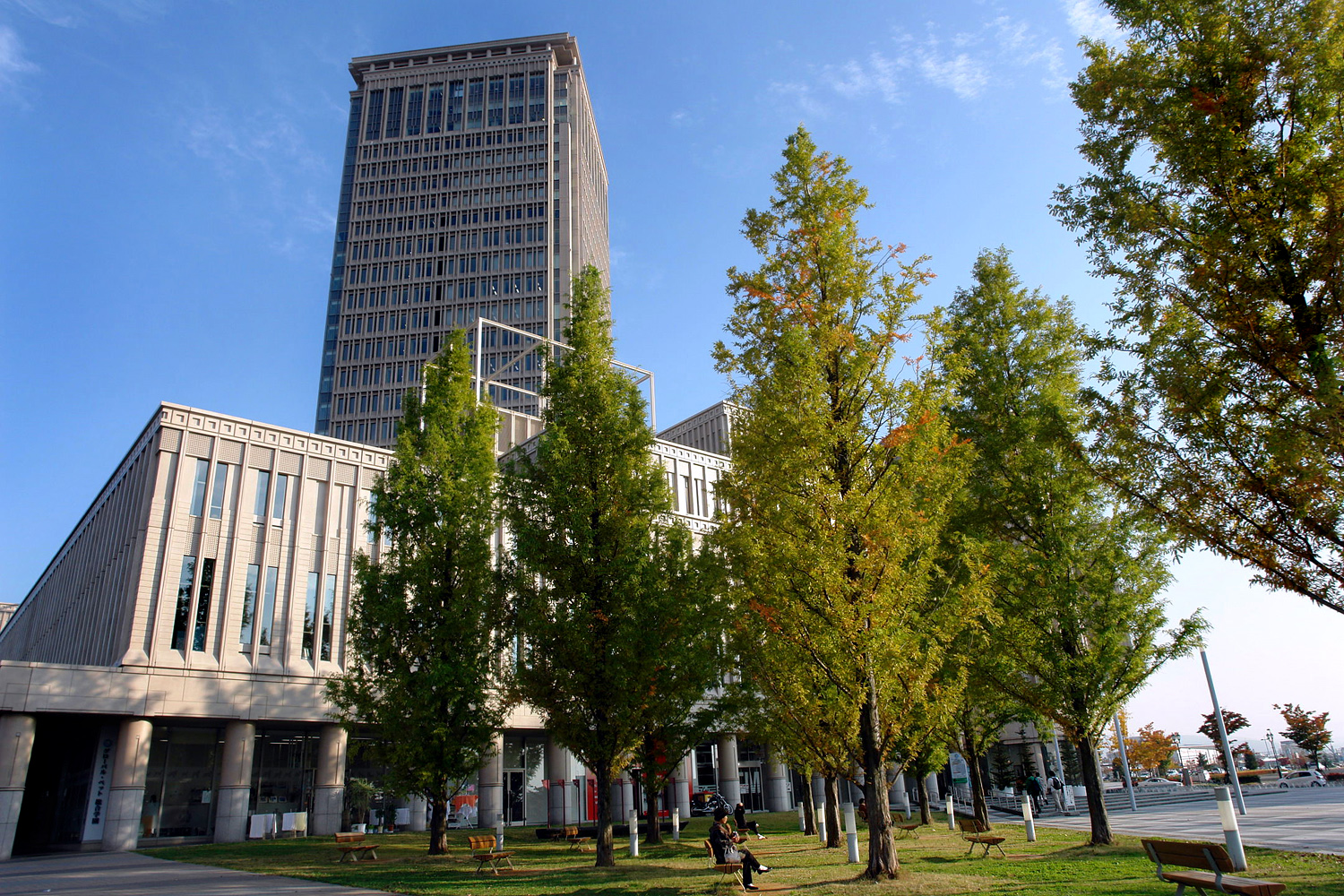
霞城セントラル
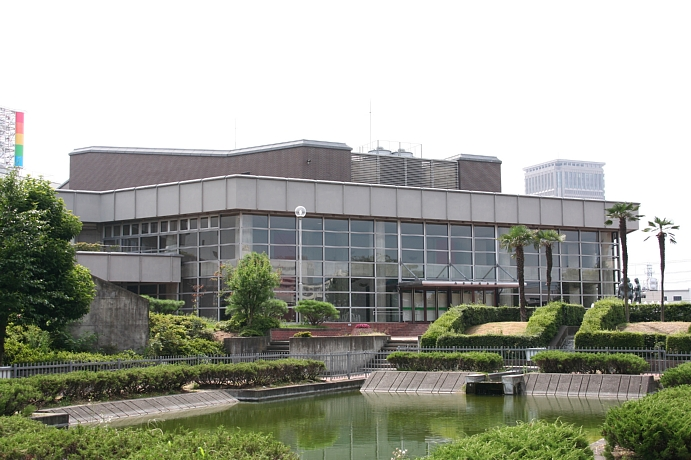
山形市民会館
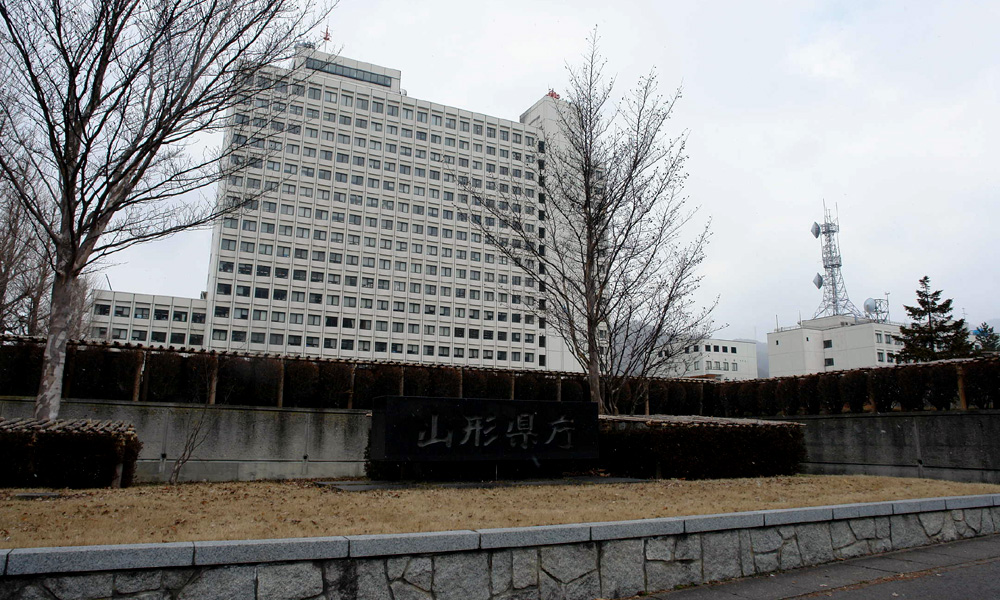
山形県庁

## 対外関係

### 姉妹都市･提携都市

#### 海外
姉妹都市
- キッツビュール市（オーストリア共和国チロル州）
1963年（昭和38年）2月17日姉妹都市提携。
- スワンヒル市（オーストラリアビクトリア州）
1980年（昭和55年）8月6日姉妹都市提携。
- 吉林市（中華人民共和国吉林省）
1983年（昭和58年）4月21日友好都市提携。
- ウラン・ウデ市（ロシア連邦ブリヤート共和国）
1991年（平成3年）2月16日姉妹都市提携。
- ボルダー市（アメリカ合衆国コロラド州）
1994年（平成6年）4月22日姉妹都市提携。
- 台南市（中華民国 直轄市）
2017年（平成29年）12月6日友好交流都市提携。

#### 国内
提携都市
- 大島町（東京都 大島支庁）
1978年（昭和53年）8月7日友好都市提携。
- 加美町（宮城県 加美郡）
1989年（平成元年）7月18日中新田町と友好都市提携、2003年（平成15年）4月1日の市町村合併により同町が廃止された後、加美町が引き継いだ。

## 経済

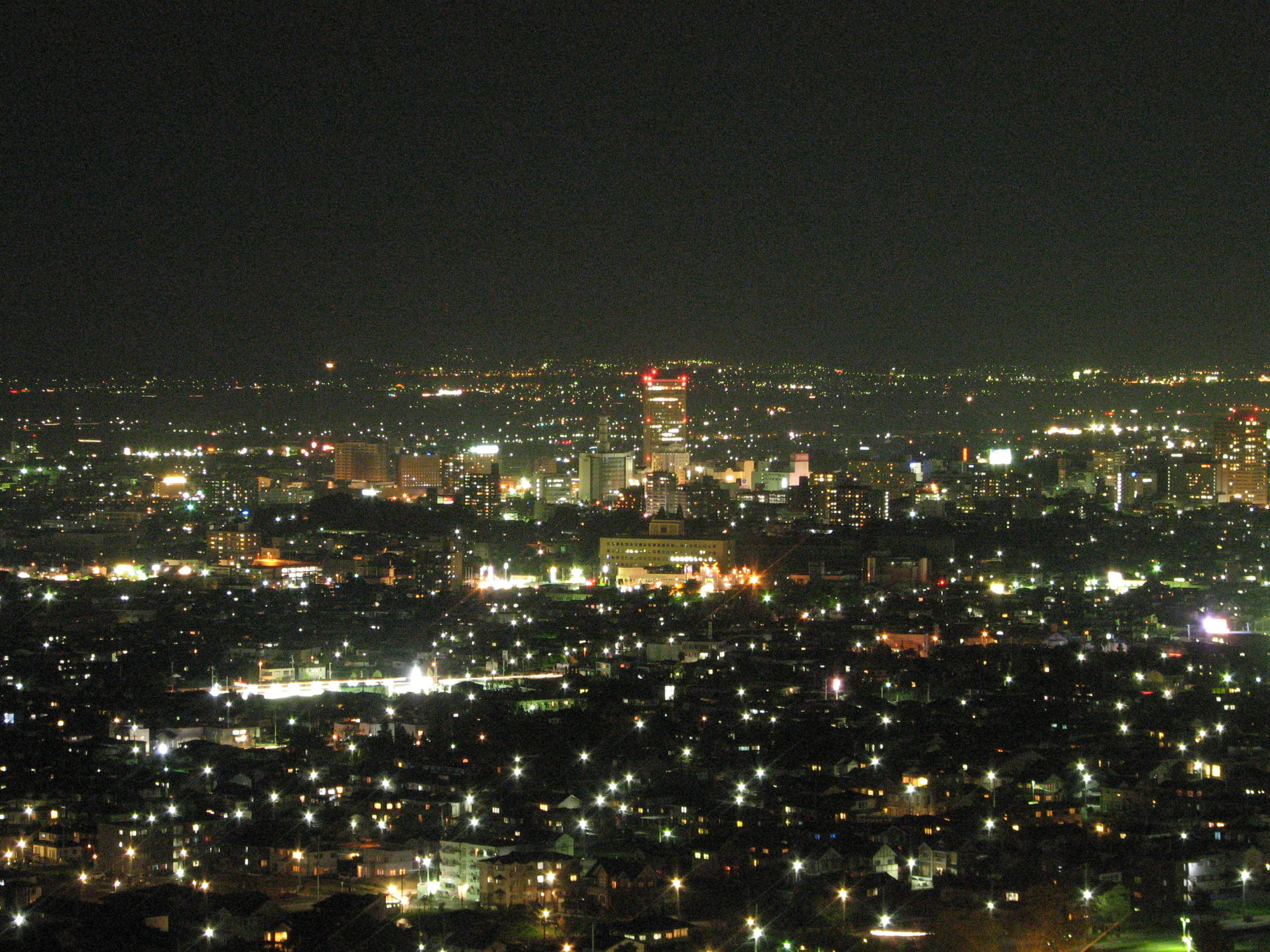
西蔵王公園より見下ろした山形駅周辺の夜景
中央のビルが霞城セントラルと山形駅

中世から城下町として発展したが山形城（霞城）の拡大に合わせて市町・職人町・寺社などの計画的な配置が行われた。近世に入ると職人町を土台として出羽三山参詣の拠点としての側面から、山形鋳物が土産物や仏具で全国的に有名になり、明治期発展の土壌が作られた。鉄道が開業して以降、工業と商業が両立して発展し、平成に入ってからは様々な経済の分野が目覚ましく成長している。高速道路網の発展と共に工場の立地が増え、1992年の山形新幹線開業に伴い県内外からの観光客が増加した。2011年の東日本大震災での太平洋側への被害によって日本海側の重要性が再認識され、拠点の一つとして注目されている。七日町などの中心市街地にはホテルや外国人向けの観光案内所が数多くある。市民1人当たりの外食ラーメンに使う金額は全国1位を維持している（「山形ラーメン」も参照）。

### 就業人口
- 第一次産業就業者数  3,724人
- 第二次産業就業者数 22,705人
- 第三次産業就業者数 88,088人

（2020年国勢調査）

### 伝統工芸品
国指定
- 山形鋳物
- 山形仏壇
- 天童将棋駒

その他の伝統的工芸品
- 平清水陶磁器
- 山形打刃物
- 山形漆器
- 桶、樽
- 山形竹細工
- 山形桐紙
- 山形和傘
- 山形伝統こけし

### 金融機関
山形市に本店・支店・出張所などの窓口を置く金融機関一覧は以下のとおり（2021年（令和3年）3月時点）。
- 括弧内は窓口事務所数（事務所数1の場合は省略）。荘内銀行、山形銀行、きらやか銀行、山形農業協同組合のブランチインブランチは除く。

| 金融機関種別           | 金融機関名称                                                                                           |
| ---------------------- | --- |
| 地方銀行               | 山形銀行（17）、荘内銀行（9）、七十七銀行                                                              |
| 第二地方銀行           | きらやか銀行（11）                                                                                     |
| 都市銀行               | みずほ銀行                                                                                             |
| 信用金庫               | 山形信用金庫（9）、米沢信用金庫                                                                        |
| 労働金庫               | 東北労働金庫（2）                                                                                      |
| 商工中金               | 商工組合中央金庫                                                                                       |
| 公庫                   | 日本政策金融公庫                                                                                       |
| 信用組合               | 山形県医師信用組合                                                                                     |
| 生命保険               | 住友生命、日本生命、富国生命、大同生命、明治安田生命、太陽生命、朝日生命、第一生命、かんぽ生命保険など |
| 農林中金               | 農林中央金庫                                                                                           |
| 農協                   | 山形市農業協同組合（6）、山形農業協同組合（13）                                                        |
| 日本郵政グループの銀行 | ゆうちょ銀行                                                                                           |
| 証券会社               | 野村證券、SMBC日興証券、大和証券、山形證券、荘内証券                                                   |
| 損害保険               | 東京海上日動、損害保険ジャパン、三井住友海上火災保険、あいおいニッセイ同和損害保険、AIG損害保険など    |

- 指定金融機関：山形銀行

### 本社を置く主な企業
上場企業
- 山形銀行 東証1部上場（証券コード 8344）
- ヤマザワ 東証1部上場（証券コード 9993）
- ミクロン精密 JASDAQ上場（証券コード 6159）

その他企業
- 荘内銀行 - 令和7年5月26日、荘銀山形ビルの位置に移転設置予定。
- きらやか銀行
- 八文字屋
- フォーラムシネマネットワーク
- 第一貨物
- でん六
- 富士鉱油
- こまつ書店
- シベール

## 情報通信

### マスメディア

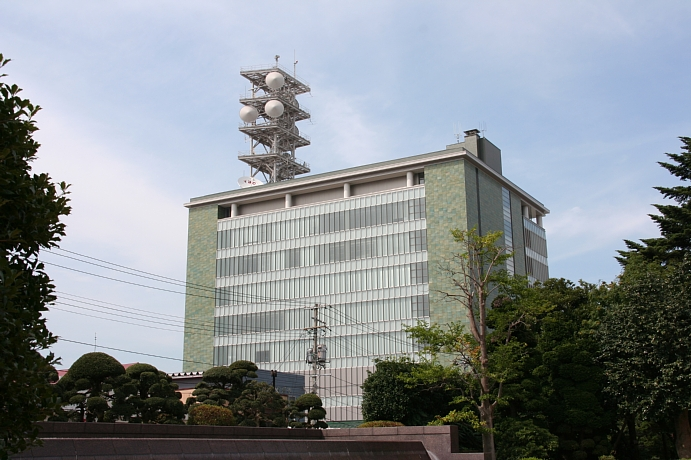
山形メディアタワー

県内を範囲として活動しているメディアの本社機能が集中する。ただし、テレビユー山形については、県内で影響力のある山形新聞などの既存マスコミから距離を置く意味合いから、本社を酒田市としている。また、コミュニティ放送局は東北地方で最も早く開局し、一時は市内に2つの放送局が存在していた。なお、山形市役所屋上には山形コミュニティ放送の送信アンテナが設置されている。

#### 新聞社
新聞
- 山形新聞

#### 放送局
テレビ局
- 山形放送 （YBC、NNN/NNS系）
- 山形テレビ （YTS、ANN系）
- テレビユー山形 （TUY、JNN系。本社は酒田市に、放送センターは山形市にある）
- さくらんぼテレビジョン （SAY、FNN/FNS系）
- NHK山形放送局

ラジオ局
- NHK山形放送局（NHK）
- 山形放送（YBC、JRN/NRN）
- エフエム山形（Rhythm Station、JFN）

コミュニティ放送局
- 山形コミュニティ放送（ラジオモンスター、76.2 MHz  独自番組以外：J-WAVEの再配信）
- やまがたシティエフエム（VigoFM、78.8 MHz　2016年7月22日に廃局）

ケーブルテレビ局
- ダイバーシティメディア

## 教育
山形県では、小学校の少人数学級編成を押し進める「さんさんプラン」（学級の人数を33人程度に編成する）を導入しているため、山形市立の小学校でも少人数学級が行われていることが多い。これにより多くの利点をもたらす一方で、財政的な負担が大きいことや、学級数の増加による教室不足などの問題が表面化している。特に山形市においては都市化が急速に進んだ地域や、児童数の多い大規模校などの教室不足が深刻な学校では、グラウンドに仮設の校舎を急増したり、多目的教室などのスペースを教室として利用するなどの対策を行っている。なお、この施策は、中学校にも導入された。

### 幼稚園
幼稚園は私立幼稚園が26か所ある。市立の幼稚園は存在しない。また参考として、保育園は私立は17か所、市立は12か所が存在する。

### 小学校
- 山形市立第一小学校
- 山形市立第二小学校
- 山形市立第三小学校
- 山形市立第四小学校
- 山形市立第五小学校
- 山形市立第六小学校
- 山形市立第七小学校
- 山形市立第八小学校
- 山形市立第九小学校
- 山形市立第十小学校
- 山形市立南小学校
- 山形市立西小学校
- 山形市立東小学校
- 山形市立鈴川小学校
- 山形市立千歳小学校
- 山形市立金井小学校
- 山形市立大郷小学校
- 山形市立明治小学校
- 山形市立出羽小学校
- 山形市立楯山小学校
- 山形市立高瀬小学校
- 山形市立山寺小学校
- 山形市立東沢小学校
- 山形市立滝山小学校
- 山形市立桜田小学校
- 山形市立南沼原小学校
- 山形市立宮浦小学校
- 山形市立蔵王第一小学校
- 山形市立蔵王第二小学校
- 山形市立蔵王第三小学校
- 山形市立南山形小学校
- 山形市立本沢小学校
- 山形市立西山形小学校
- 山形市立村木沢小学校
- 山形市立大曽根小学校
- 山形市立みはらしの丘小学校

- 山形大学附属小学校

### 中学校
- 山形市立第一中学校
- 山形市立第二中学校
- 山形市立第三中学校
- 山形市立第四中学校
- 山形市立第五中学校
- 山形市立第六中学校
- 山形市立第七中学校
- 山形市立第八中学校
- 山形市立第九中学校
- 山形市立第十中学校
- 山形市立金井中学校
- 山形市立高楯中学校
- 山形市立山寺中学校
- 山形市立蔵王第一中学校
- 山形市立蔵王第二中学校

- 山形大学附属中学校

### 特別支援学校
- 山形県立山形養護学校
- 山形大学附属特別支援学校
- 山形県立山形聾学校

盲学校は山形市内になく、上山市にある山形県立山形盲学校が最寄りの盲学校となる。また、肢体不自由者を教育する養護学校や知的障害者を教育する養護学校は山形市内にはなく、最寄りの学校はいずれも上山市で、それぞれ山形県立ゆきわり養護学校、山形県立上山高等養護学校がある。

### 高等学校
- 山形県立山形東高等学校
- 山形県立山形南高等学校
- 山形県立山形西高等学校
- 山形県立山形北高等学校
- 山形県立山形工業高等学校
- 山形県立山形中央高等学校
- 山形県立霞城学園高等学校
- 山形市立商業高等学校
- 山形学院高等学校
- 東北文教大学山形城北高等学校
- 東海大学山形高等学校
- 日本大学山形高等学校
- 惺山高等学校
- 山形明正高等学校

### 大学
国立
- 山形大学

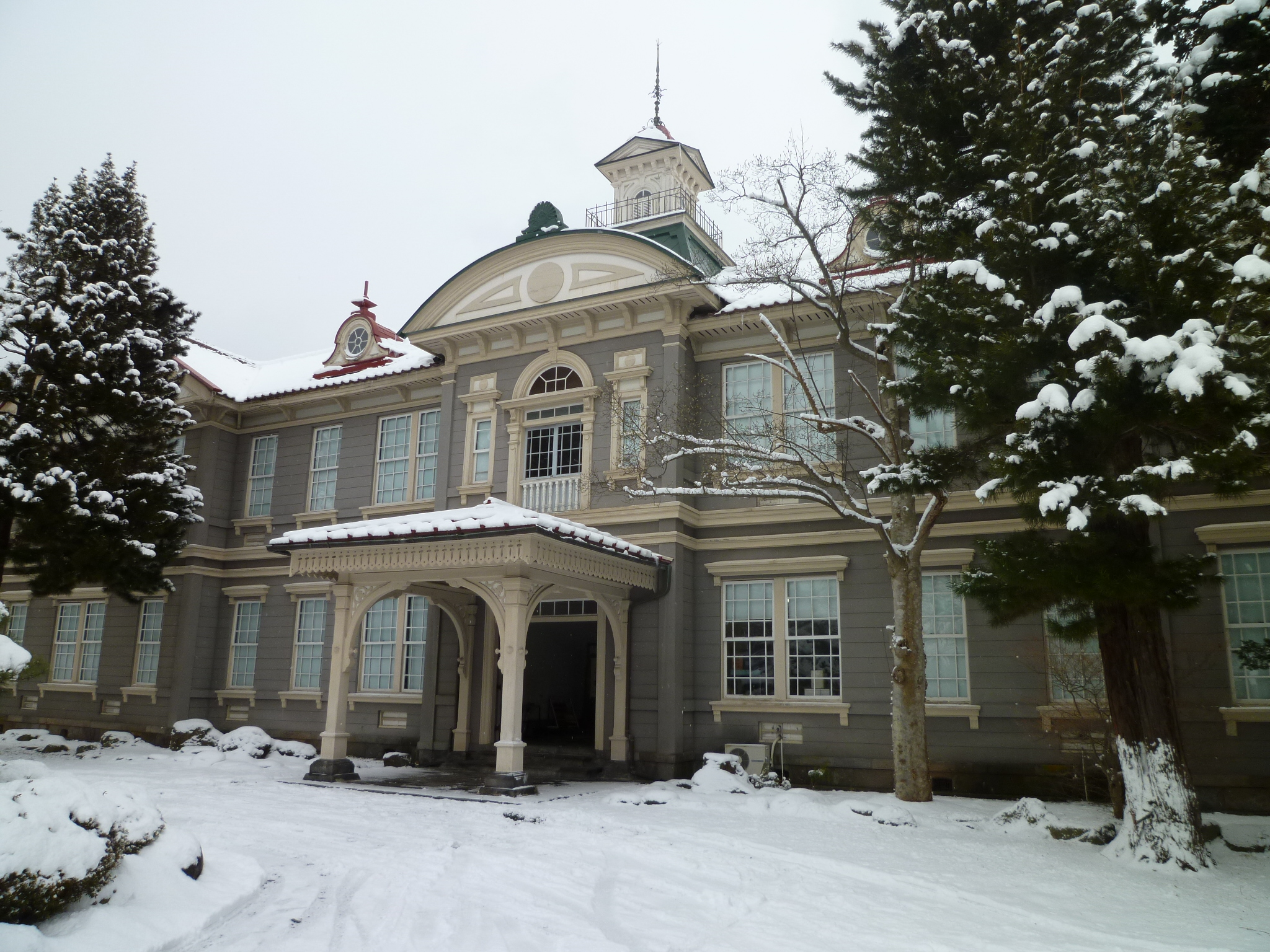
山形大学
（旧山形師範学校本館）

  - 小白川キャンパス：人文学部、地域教育文化学部、理学部
  - 飯田キャンパス ：医学部
  - 松波キャンパス ：附属小中学校

県立
- 山形県立保健医療大学

私立
- 東北芸術工科大学 メインキャンパス
- 東北文教大学
  - 東北文教大学短期大学部
- 放送大学 山形学習センター

### 専修学校
- 専門学校 山形V.カレッジ
- 山形市立病院済生館高等看護学院
- 独立行政法人国立病院機構山形病院附属看護学校
- 山形厚生看護学校
- 山形美容専門学校
- 山形医療技術専門学校
- 山形歯科専門学校
- 山形デザイン専門学校
- 山形調理師専門学校
- 大原学園山形校

### 学校教育以外の施設
- 山形県立山形職業能力開発専門校
- 山形県立産業技術短期大学校（職業能力開発促進法に基づく職業能力開発短期大学校）

## 交通

### 空港
市内に空港はない。最寄りの空港は東根市にある山形空港である。同空港は、山形新幹線との競合のため、特に羽田空港便の運行本数が減っている。しかし、アクセス面では、国道13号に加え、近接する東北中央自動車道東根ICができたことで、より利便性が向上している。
隣接する宮城県の仙台空港も、路線数・便数が多いことや定期国際便があることから利用されることが多い。山形駅から公共交通機関を利用する場合は、仙山線を経由して仙台駅で仙台空港アクセス線に乗り継ぐ方法があるほか、山形 - 仙台空港の高速バスがある。山形市は周辺自治体などと連携し、仙山線と仙台空港アクセス線の直通運転の実現に向けて様々な施策を講じているが、運行主体であるJR東日本仙台支社が直通運転に難色を示しており、現在に至るまで山形駅からの仙台空港駅直通列車は運行されていない（団体列車を除く）。

### 鉄道

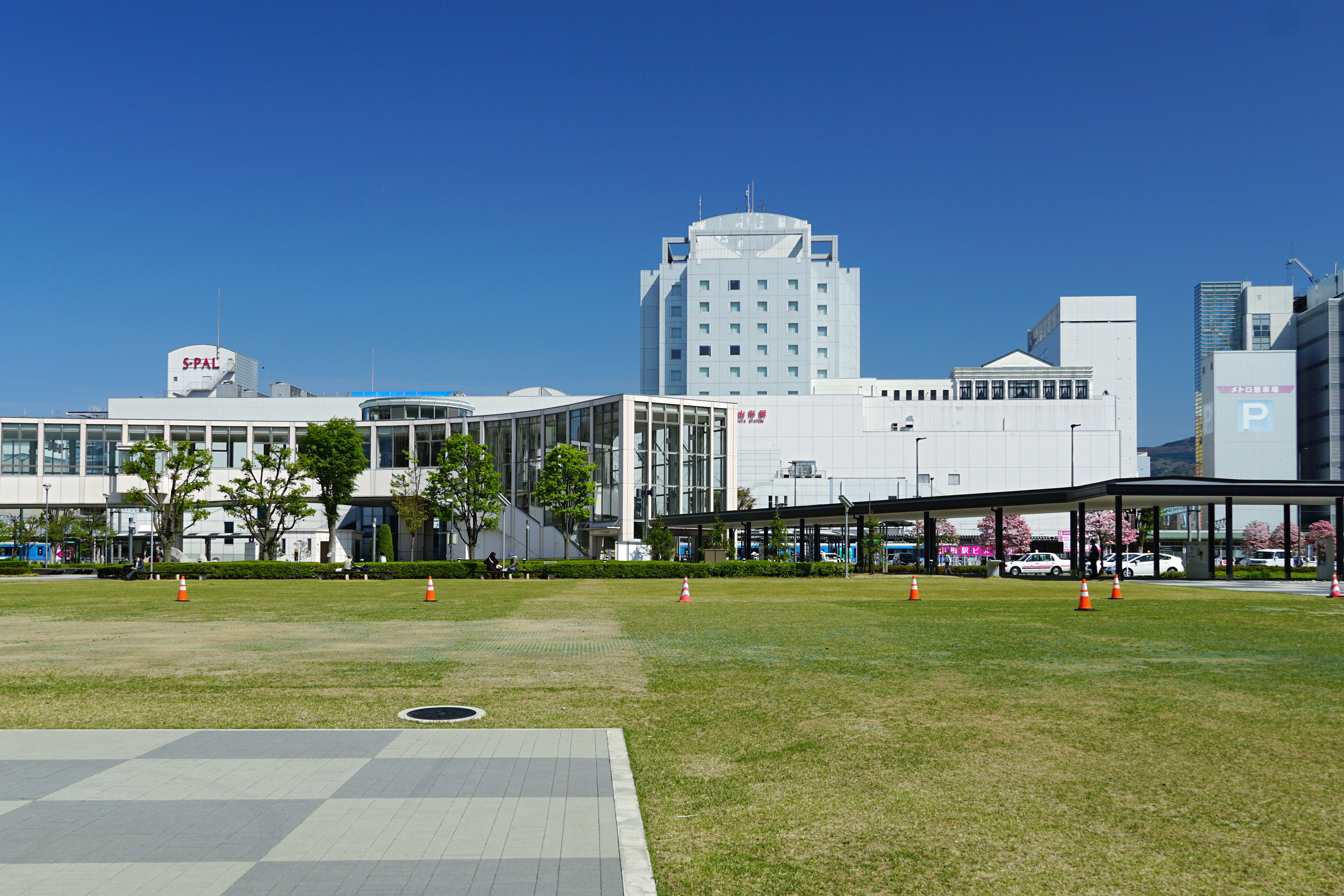
山形駅

山形駅は、いくつかの鉄道路線が集中しているターミナル駅である。市内に新幹線（フル規格新幹線）は通っていないが、「山形新幹線」が存在する。しかしそちらは法律上在来線という位置付けられている。
これらの鉄道駅は市内北方の郊外に点在している一方、市街地は鉄道路線や鉄道駅がない地域が多くを占めているため、市内移動は道路網を利用した方が利便性が高い場合が多い。
東日本旅客鉄道（JR東日本）
- 奥羽本線（山形線・山形新幹線含む）
  - 蔵王駅 - 山形駅 - 北山形駅 - 羽前千歳駅 - 南出羽駅 - 漆山駅
- 左沢線
  - 北山形駅 - 東金井駅
- 仙山線
  - 面白山高原駅 - 山寺駅 - 高瀬駅 - 楯山駅 - 羽前千歳駅

かつては山形から蔵王温泉を結ぶ蔵王高速電鉄が計画されていたが、未成に終わっている。

### 索道
ロープウェイは、蔵王の山麓（蔵王温泉）から、山頂までを結ぶものである。蔵王温泉までの交通は、バス、自動車などを利用することになる。以下にゴンドラタイプのものを列挙するが、これらの他に、スキーゲレンデには多数のリフトが設置されている。
蔵王スカイケーブル
- 上の台駅 - 中央高原駅

蔵王中央ロープウェイ
- 温泉駅 - 鳥兜駅

蔵王ロープウェイ
- 山麓線
  - 蔵王山麓駅 - 樹氷高原駅
  - 山頂線
  - 樹氷高原駅 - 地蔵山頂駅

### バス
路線網では、山交バスが多くの路線を運行している。山形市を経由する都市間の高速バスでは、山交バスを初め、JRバス東北、東北急行バス、宮城交通、庄内交通、新潟交通などが運行している。また、山形商工会議所が運行していた「中心街100円循環バス」は、山形市コミュニティバス（ベニちゃんバス）と統合のため、2017年（平成29年）7月2日をもって運行を終了した。

#### 路線バス
- ほとんどの路線を山交バスが運行しているが、山交が撤退した路線の一部を、山形市・山形商工会議所（ベニちゃんバスのみ）がコミュニティバスとして運営している（山交が委託運行）。

#### 都市間高速バス
都市間高速バスは特に仙台方面への路線が充実しており、1日90往復近い便が山形市内と仙台市内を相互に連絡している。一方、福島・秋田方面へ向かう長距離バスや、同じ山形県内でも置賜地方・最上地方を繋ぐ都市間高速バスは設定されていない。
- 山形 - 仙台線
- 山形 - 仙台空港線
- 上山 - 仙台線
- 山形 - 鶴岡・酒田線
- 山形 - 新潟線（予約制）
- 山形・米沢 - 新宿・東京ディズニーランド線（ドリーム山形／米沢・新宿号）・山形・米沢 - 東京線（ドリーム山形／米沢・東京号）
- 新庄・山形 - 東京線（予約制）
- 赤塚・水戸・勝田・日立・北茨城・相馬 - 仙台・山形（茨城交通が運行）

### 道路

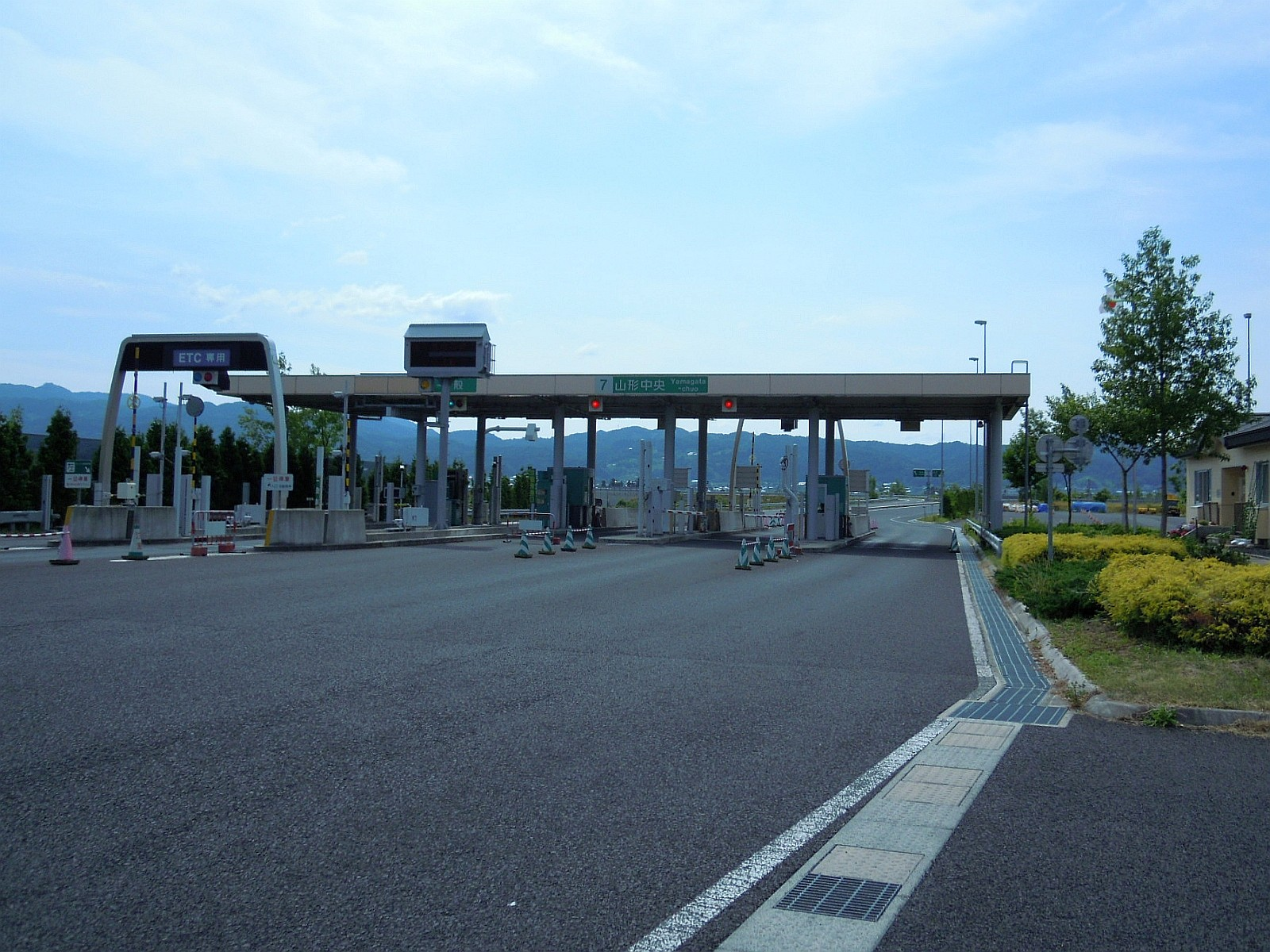
山形中央IC

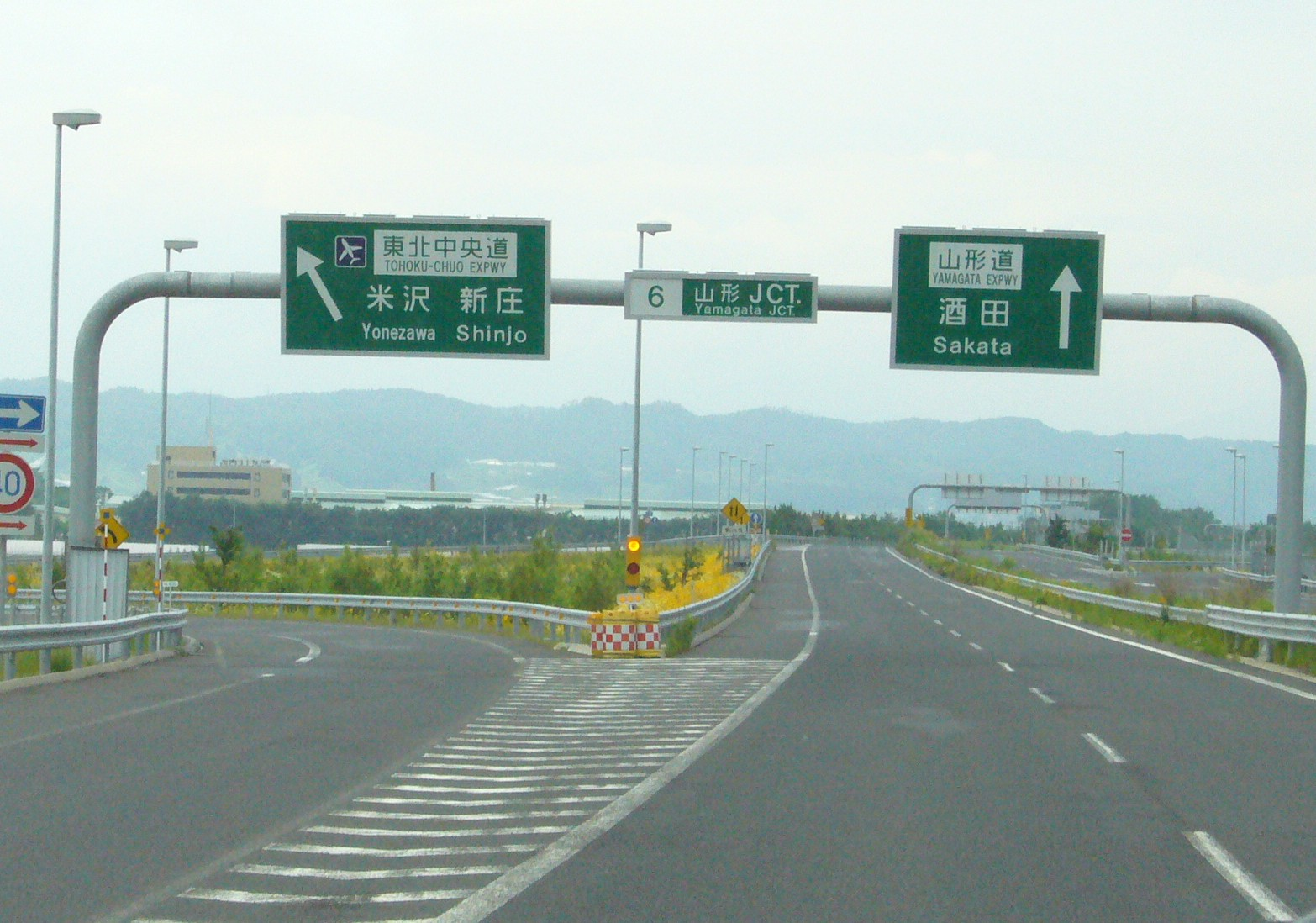
山形JCT

市街地の道路は、城下町を土台とする町の特性から、市街地中心部など一部に、狭く丁字路の多い構造を残している。周辺市町村への移動には、国道、主要地方道が市街地から放射状に伸びる。また、2つの高速道路と、一般国道13号山形バイパスが市街地を迂回するように取り囲んでいる。

#### 高速道路
- E48 山形自動車道
  - 3 関沢IC - 4 山形蔵王IC - 5 山形北IC
  - 6 山形JCT
- E13 東北中央自動車道
  - 13 山形上山IC - 13-1 山形PA/スマートIC - 14 山形中央IC
  - 15 山形JCT

#### 国道
- 国道13号
- 国道48号
- 国道112号
- 国道286号
- 国道348号
- 国道458号

#### 県道
主要地方道
- 山形県道5号山形南陽線
- 山形県道14号上山蔵王公園線
- 山形県道16号山形停車場線
- 山形県道17号山形白鷹線
- 山形県道18号山形朝日線
- 山形県道19号山形山寺線
- 山形県道20号山形羽入線
- 山形県道21号蔵王公園線
- 山形県道22号山形天童線
- 山形県道49号山形山辺線
- 山形県道51号山形上山線
- 山形県道53号山形永野線
- 宮城県道・山形県道62号仙台山寺線

一般県道
- 山形県道111号天童山寺公園線
- 山形県道167号妙見寺西蔵王公園線
- 山形県道168号山辺船町線
- 山形県道170号蔵王成沢長谷堂線
- 山形県道172号北山形停車場大野目線
- 山形県道173号北山形停車場城北線
- 山形県道174号大野目内表線
- 山形県道267号十日町山形線
- 山形県道271号下原山形停車場線
- 山形県道272号宝沢坊原線
- 山形県道274号中野長町線
- 山形県道275号大森中野線
- 山形県道276号東山七浦線

#### 道の駅
- やまがた蔵王

## 観光

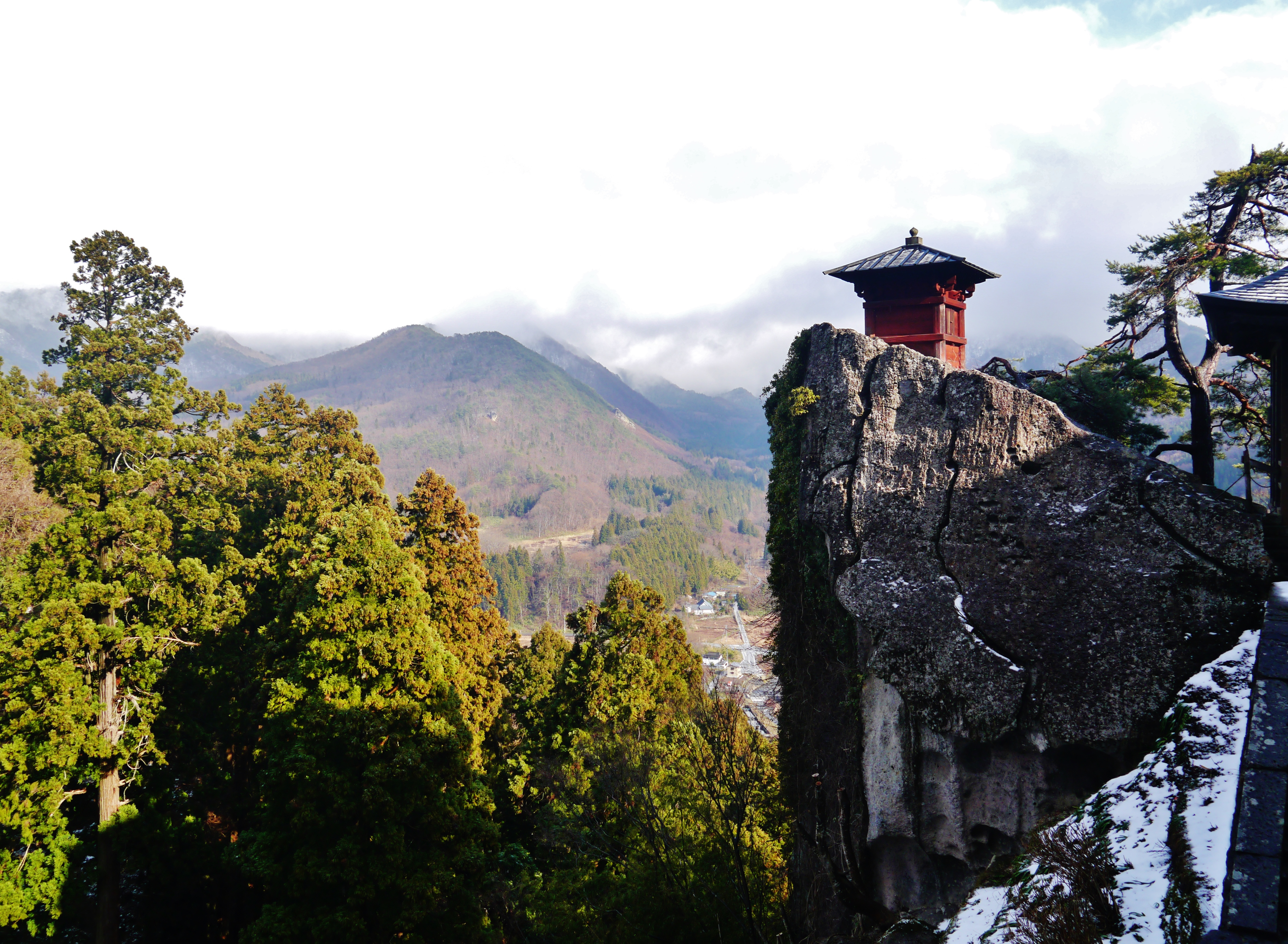
立石寺納経堂

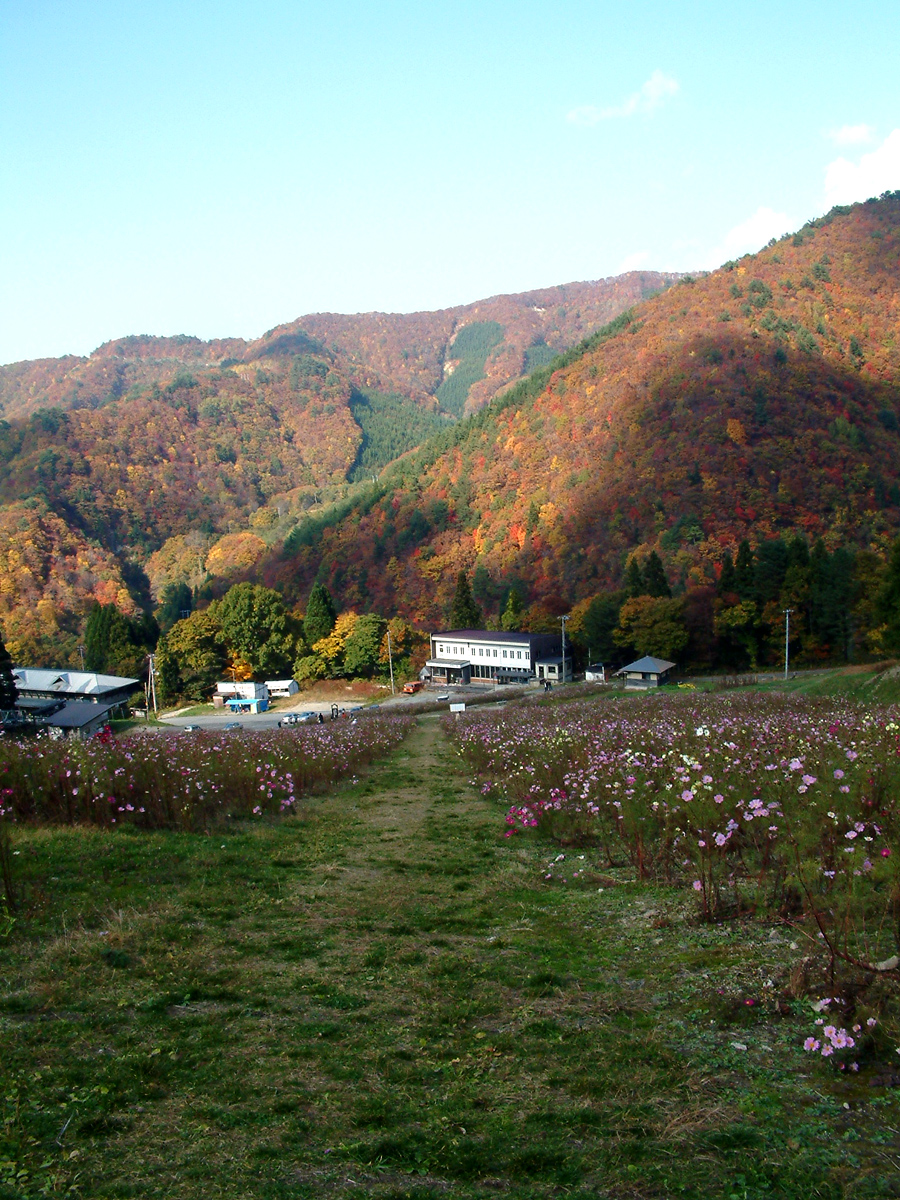
面白山高原

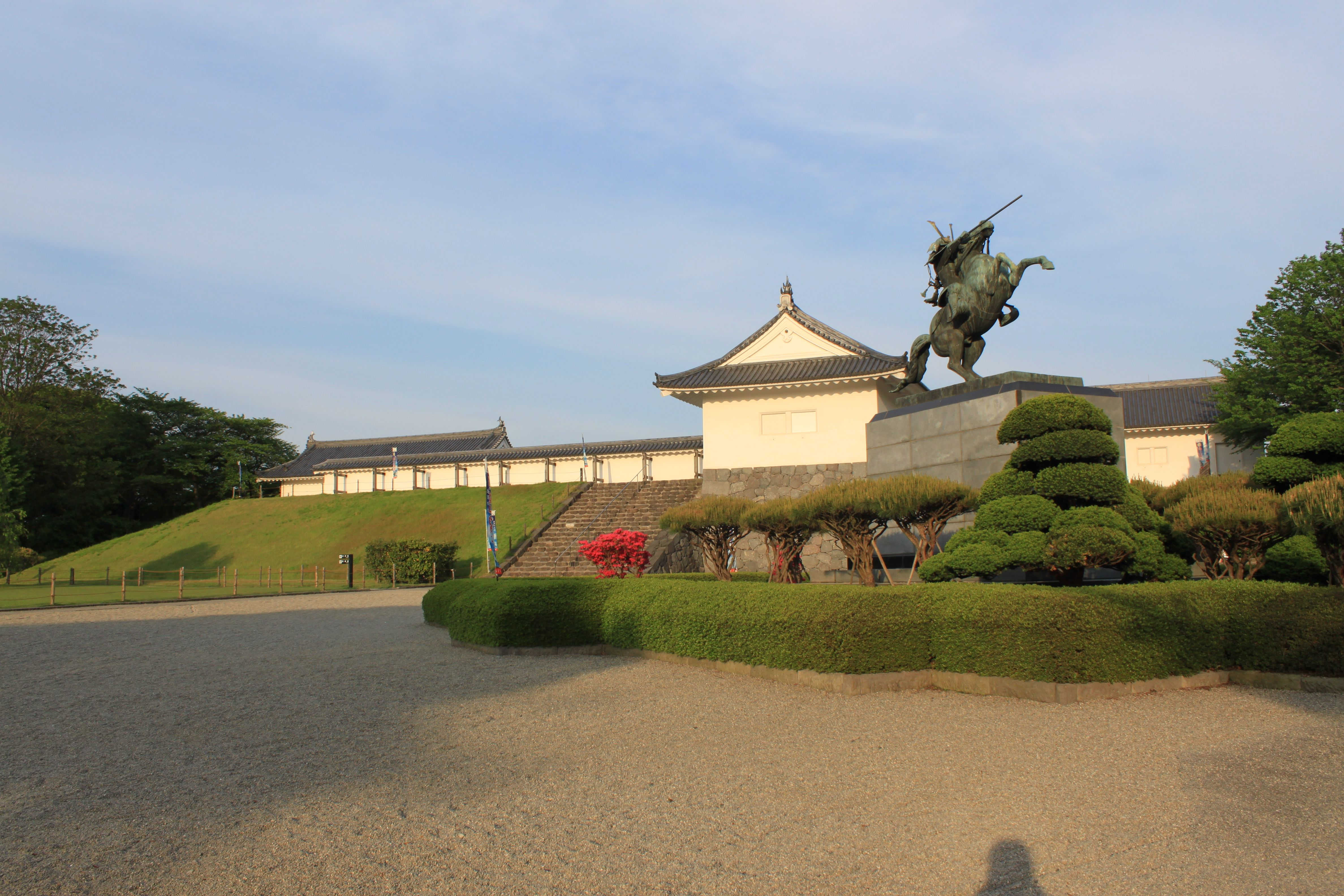
霞城公園（東大手門）

### 文化財
山形市にある国指定の文化財、省略あり。
- 山寺（名勝史跡、1932年（昭和7年）12月9日指定）
  - 立石寺中堂（根本中堂）（重要文化財-建造物、1908年（明治41年）4月23日指定）
  - 立石寺三重小塔（重要文化財-建造物、1952年（昭和27年）7月19日指定）
  - 木造薬師如来坐像（重要文化財-彫刻、1966年（昭和41年）6月11日指定）
  - 天養元年如法経所碑（重要文化財-考古資料、1915年（大正4年）3月26日指定）
  - 木造慈覚大師頭部・木棺（重要文化財-彫刻、2006年（平成18年）6月9日指定）
- 山形城跡（史跡、1986年（昭和61年）5月28日指定）
  - 旧済生館本館（重要文化財-建造物、1966年（昭和41年）12月5日指定）
  - 山形県立博物館
土偶（考古資料、1965年（昭和40年）5月29日指定）
- 鳥居（重要文化財-建造物、1952年（昭和27年）11月22日指定）

元木の石鳥居を参照。
- 八幡神社鳥居（重要文化財-建造物、1952年（昭和27年）11月22日指定）
- 旧山形師範学校本館（重要文化財-建造物、1973年（昭和48年）6月2日指定）
- 山形県旧県庁舎及び県会議事堂（重要文化財-建造物、1984年（昭和59年）12月28日指定）
- 旧松應寺観音堂（重要文化財-建造物、1986年（昭和61年）12月20日指定）
- 嶋遺跡（史跡、1966年（昭和41年）12月19日指定）
- 山形美術館
  - 紙本淡彩奥の細道図 与謝蕪村筆（重要文化財-絵画、1954年（昭和29年）3月20日指定）
- 光明寺
  - 紙本著色遊行上人絵 伝狩野宗秀筆（重要文化財-絵画、1990年（平成2年）6月29日指定）
- 吉祥院
  - 木造観世音菩薩立像（重要文化財-彫刻、1903年（明治36年）4月15日指定）
- 宝積院
  - 木造十一面観音立像（重要文化財-彫刻、1970年（昭和45年）5月25日指定）
- 慈光明院
  - 金銅装笈（重要文化財-工芸品、1967年（昭和42年）6月15日指定）
  - 紙本墨書東大寺庄園文書目録残巻（重要文化財-書跡、1936年（昭和11年）5月6日指定）
  - 紙本墨書華厳孔目章発悟記（重要文化財-書跡、1937年（昭和12年）5月25日指定）
- 山形大学
  - 中条家文書（重要文化財-古文書、1992年（平成4年）6月22日指定）

### 名所･旧跡
- 山形城址（霞城公園、三の丸跡、最上義光歴史館、桜の名所）
- 立石寺
  - 松尾芭蕉の奥の細道で句を詠んでいる。
  - 山寺の蝉が日本の音風景100選に選ばれている。
- 専称寺（最上義光が、娘の駒姫を弔うために天童市高擶から移築建立した。東北一の規模の木造建造物。）
- 千歳山（阿古耶姫伝説、「阿古耶の松」が歌枕となっている。千歳山萬松寺）
- 文翔館（旧県庁舎、旧県議事堂、大正時代の洋風建築）
山形県の県庁舎として1916年（大正5年）に建てられた洋風建築。県庁舎としては2代目で、木造の初代県庁舎が、大火で焼失したため、耐火性を重視した煉瓦造り、石張りの庁舎として建築された。1975年（昭和50年）、新県庁舎を市東部に移転するまで実際に使用される。1983年（昭和58年）に重要文化財に指定され、復元修復された後、1995年（平成7年）より文翔館（県の郷土資料館）として一般公開されている。
- 水の町屋七日町御殿堰
- 成沢城跡（成沢城跡公園）
- もみじ公園（宝幢寺跡）

### 観光スポット

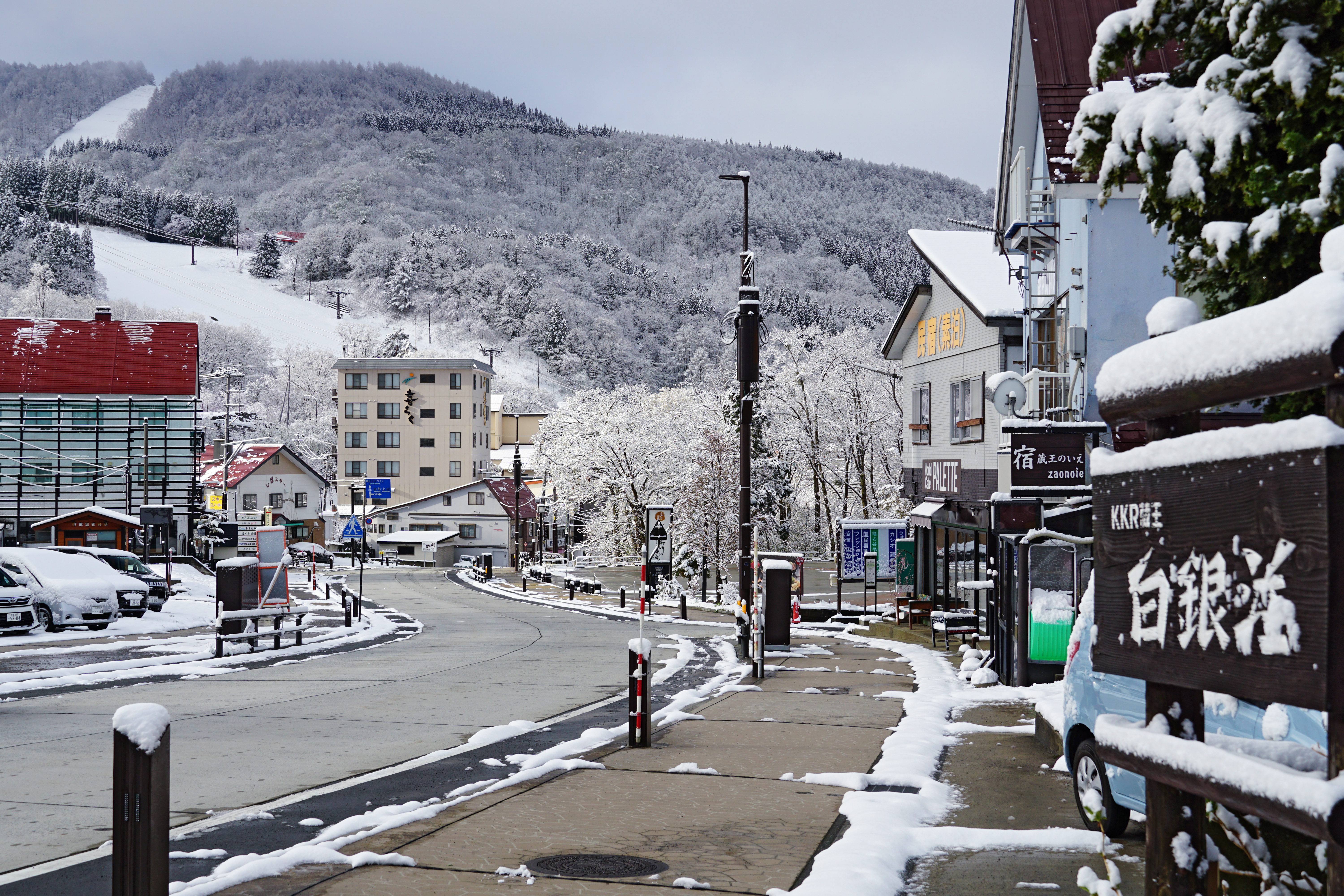
蔵王温泉

- 蔵王連峰
  - 蔵王国定公園
  - 山形蔵王温泉スキー場
スキーゲレンデが密集する巨大なスノーリゾートとなっており、国際的なスキー（ジャンプ）大会が開かれる。
  - 蔵王温泉
古くは高湯と呼ばれた蔵王温泉は、強酸性の泉質が特徴である。東征した日本武尊に従った吉備多賀由によって発見されたという開湯伝説から「多賀由温泉」、転じて「高湯」と呼ばれるようになった。また、山形の戦国大名最上義光が、わずか16歳のとき、父最上義守と湯治中に襲ってきた山賊の大将を一刀両断に討ち取ったとされる。
- 面白山高原スキー場
- 第二公園
山形駅から徒歩で約10分ほどの場所に位置する公園。旧藩時代からこの場所に公園として存在しており、山形駅が開通した1901年に第二公園として開園した。現在の薬師公園が当時第一公園という名称であり、その次に作られた公園ということから第二公園と名付けられた。園内には遊具の他、1923年に製造され、日本国産では初の旅客列車用形式であるSL機関車のハチクロ(8620形の愛称)のオブジェクトが設置されている[18]。2020年に公開されたアニメ映画「劇場版 鬼滅の刃 無限列車編」に登場する車両と同型であることから、ファンの間で聖地の一つとなっている[19][20]。

## 文化･名物

### 祭事･催事
山形花笠まつり
山形市の夏の祭りで、市内の七日町大通りを中心に、パレードを組んで花笠が踊られる。静岡県伊東市や大分県日田市中津江村などに伝播し、祭りで踊られるようになった。発祥は、尾花沢市といわれる。
薬師祭植木市
5月8日～10日に市内薬師寺周辺で行われる。全国三大植木市に数えられている。
初市
1月10日に、市内七日町大通り（十日町から七日町）で行われる。縁起物の市が立ち賑わう。
蔵王樹氷まつり
蔵王龍岩祭
　夏の蔵王で3日間行われる日本最大級の入場無料のロックフェスティバル。
山形国際ドキュメンタリー映画祭
世界中のドキュメンタリー映画作家やフィルムが集うドキュメンタリー映画の祭典。隔年で例年秋ごろに開かれる。
日本一の芋煮会フェスティバル
山形では秋になると、各地の河原でグループによる芋煮会が行われるが、そのシーズンの先駆けとして、毎年9月の第1日曜に馬見ヶ崎河川敷で開催される。6メートルの大鍋に約3万食の芋煮が作られる。
豊烈神社例大祭
毎年10月6日の行われる例大祭では、豊烈神社に伝わる、日本に残る3つの打毬の一つが奉納される。
山形大花火大会
例年8月14日に行われる夏の花火大会。打ち上げ数は約2万発。須川河畔の反田橋周辺を会場に行われる。

### 郷土料理
- 芋煮 - 秋になると県内にある河川敷のあちこちで芋煮会が行われる。ベースは牛肉醤油。
- 玉コンニャク - 醤油味で煮られた丸いコンニャク。
- 納豆汁
- だし
- 青菜漬け
- おみ漬け
- どんどん焼き - 割り箸に巻き付けた薄いお好み焼き。
- 冷やしラーメン
- 冷たい肉そば
- すっぽこうどん - 一般的なあんかけうどんに近いうどん。
- げそ天 - 天ぷら蕎麦はもとよりラーメンのトッピングにも供される。
- 食用菊（もってのほかなど）
- オカヒジキ
- カド（ニシン）
- ヒョウ（スベリヒユ）
- サトイモ
- いなごの佃煮
- アケビ - 全国的には種のまわりの白い部分を食べるのが一般的だが、山形県では皮の部分を味噌などで調理して食べる[21]。
- 山菜類
- ふうき豆 - 明治時代発祥の山形市銘菓

### 山形市を拠点として活動している団体
山形交響楽団
山形市を本拠地として活動するプロ・オーケストラ。山形市を中心に東北六県と新潟などで活動している。
スポーツ山形21
山形市をホームタウンとするJリーグに加盟するモンテディオ山形（1991年に本拠地を山形市に移転、他に鶴岡市や天童市など全県をホームとしている。）や、女子駅伝部の運営をしている。

### スポーツチーム
- モンテディオ山形（サッカー、Jリーグ）
- パスラボ山形ワイヴァンズ（バスケットボール、B.LEAGUE）
- 山形銀行ライヤーズ（バスケットボール、実業団）
- きらやか銀行硬式野球部（社会人野球） - きらやか銀行が保有する企業チーム。

## 出身･関連著名人

### あ
- 会田勇人（お笑い芸人、「カリマンタン」のツッコミ担当）
- 朝倉さや（シンガーソングライター・歌謡歌手）
- 阿曽山大噴火（お笑い芸人）
- 安孫子充裕（短距離走選手）
- 阿部彦吉（発明家）
- 阿部吉雄（中国哲学者）
- 阿部義晴（UNICORN・ミュージシャン・音楽プロデューサー）
- 粟野学（銀行家）
- 飯野正光（医学者）
- 五十嵐佳子（作家、ライター）
- 池田敏子（評論家、池田書店創業者）
- 石沢綾子（アナウンサー）
- 石澤智幸（タレント、テツandトモ）
- 板垣公一（アマチュア天文家）
- 板垣吉則（騎手）
- 伊藤勲（政治学者）
- 伊東秀人（スキーヤー）
- 今塩谷貞昇(お笑い芸人)
- 岩田栄慶（スーツアクター・アクション俳優）
- 牛嶋俊明（アナウンサー、岡山エフエム放送DJ）
- 遠藤敦子（アナウンサー）
- 遠藤綾 （声優）
- 遠藤幸吉（柔道家）
- 大泉周也（プロ野球選手）
- 大江香織（プロゴルファー）
- 大江和美（気象予報士）
- 大神雄子（バスケットボール選手）
- 大沼保吉（政治家）
- 大沼義之助（実業家）
- 岡崎英生（漫画家・ライター）
- 岡澤セオン（ボクシング選手）
- 大宮登（社会学者）
- 岡崎由紀子（脚本家）
- 奥山清行（インダストリアルデザイナー）
- 小山田健一（プロ野球選手）

### か
- 加藤条治（スピードスケート選手）
- 加藤典洋（文芸評論家）
- 金井たつお（漫画家）
- 叶内紀雄（銀行家）
- 鹿野道彦（政治家）
- 川井巌（軍人）
- 河合単（漫画家）
- 城戸口静（漫画家）
- 工藤あやの（歌手）
- 黒須聡瑛（アナウンサー）

### さ
- 齋藤弘（政治家）
- 斎藤了（プロレスラー）
- 蔵玉錦敏正（大相撲力士）
- 佐久間聡一（ヴァイオリニスト）
- 桜井浜江（洋画家）
- 笹原正三（アマチュアレスリング選手）
- 佐竹十喜雄（牧師）
- 佐藤彰（牧師）
- 佐藤優（アナウンサー）
- 柴田徹（アナウンサー）
- 釈迦ヶ嶽庄太郎（元力士）
- 庄司七瀬（元新体操選手）
- 新海竹太郎（彫刻家）
- 神保光太郎（詩人）
- 菅井直樹（元サッカー選手）
- 菅野矢一（洋画家）
- すがちゃん最高No.1（お笑い芸人）
- 須藤満（ベーシスト）
- 制野秀一（漫画家）
- 斯波正樹（スノーボードアルペン選手、平昌五輪日本代表）

### た
- 高橋和人（バレーボール選手）
- 高橋敬典（金工家）
- 高橋みゆき（元バレーボール選手）
- 高山岩男（哲学者）
- 武田直人（声優）
- 武田祐子（元フジテレビアナウンサー）
- 多田省吾（政治家）
- 田中萌（テレビ朝日アナウンサー）
- 棚橋光男（歴史学者）
- 谷村昌彦（俳優）
- 千秋幸雄（アナウンサー）
- 千葉オライリー(と無法の世界)（THE BOHEMIANS・ドラム）
- 塚原繁美（フリーアナウンサー）
- 土居聖真（サッカー選手）
- 土井武夫（航空機設計者）

### な
- 長岡弘樹（小説家）
- 成山哲郎（合気道家）
- 錦三郎（エッセイスト、歌人）
- 丹羽厚悦（銀行家）

### は
- 芳賀道也（アナウンサー）
- 橋本マナミ（女優）
- 服部公一（作曲家）
- 服部敬雄（実業家）
- 花輪公雄（海洋科学者）
- 早坂文嶺（絵師）
- 平田ぱんだ（THE BOHEMIANS・ボーカル）
- 古池雄（アナウンサー）
- 星川ドントレットミーダウン（THE BOHEMIANS・ベース）
- ぺえ（タレント）

### ま
- 真壁仁（詩人）
- 松永直子（アナウンサー）
- 三浦新七（経済史学者）
- 三浦昌朗（お笑い芸人）
- 無着成恭（教育者）
- 村井守（テレビプロデューサー）
- 本沢竹雲（漢学者）
- 三浦里佳子（水球選手）
- 最上義光（戦国武将）

### や
- 柳川澄樺（プロレスラー）
- 山澤進（実業家）
- 山口靖（農林水産官僚）[22]
- 鑓水洋（財務・環境官僚）
- 結城晃一郎（アナウンサー）
- 吉田司（作家）
- 吉田敏明（バレーボール指導者）
- 吉田菜穂（アナウンサー）

### わ
- 和田正義（プロゴルファー）
- 渡辺えり（劇作家・演出家・女優）
- 渡部峻（アナウンサー）
- 渡邊岳已（映画監督）
- 渡里杉一郎（東芝社長）

## 山形市を舞台とする作品
映画『銀嶺の王者』（監督番匠義彰、1960年）
八王スキー場という長野県の架空のスキー場が舞台。蔵王温泉スキー場で撮影。
映画『おもひでぽろぽろ』（監督高畑勲、1991年）
山形市高瀬地区が舞台、1982年当時の山形駅、仙山線高瀬駅、山寺駅など鉄道や蔵王山頂、馬見ヶ崎河川敷、風間ガード下などがほぼ実物のまま登場する。
漫画『レベルE』（著者冨樫義博、1995年-1997年）
山形市周辺をモチーフとした場面が多い。

## 郵便番号
- 990、990-21、990-22、999-33（山形中央郵便局管轄）
- 990-24、990-23、990-9X（山形南郵便局管轄）